# 1969
Het jaar 1969 is een jaartal volgens de christelijke jaartelling.

## Gebeurtenissen
januari
- 1 - Invoering van de postcode in België.
- 1 - In het kader van de Wet OB 1968 vervangt Nederland de bestaande omzetbelasting door een belasting gebaseerd op de toegevoegde waarde, de zogeheten btw (Belasting over Toegevoegde Waarde). Deze belasting kent een "hoog" (12%) en een "laag" (4%) tarief, die echter niet vaststaan maar van tijd tot tijd aangepast kunnen worden.
- 1 - In België wordt het rijbewijs ingevoerd.
- 16 - De student Jan Palach steekt zichzelf in brand op het Wenceslausplein in Praag uit protest tegen de teruggedraaide hervormingen van de Praagse Lente. Hij overlijdt drie dagen later aan zijn verwondingen.
- 17 - In het Iraakse Bagdad worden veertien Joden zonder enige vorm van proces voor een juichende menigte opgehangen. Dit levert een internationaal protest op.
- 18 - Astronomen van de universiteit van Arizona ontdekken voor het eerst een pulsar.
- 30 - Vanaf het dak van Apple Records geven The Beatles een laatste publieke optreden, tot de politie er een einde aan maakt.

februari
- 3 - Er ontploft in het kantoor van Eduardo Mondlane, de leider van de Mozambicaanse onafhankelijkheidsbeweging FRELIMO in Dar es Salaam, een bom waarbij Mondlane om het leven komt.
- 9 - Eerste testvlucht van de Boeing 747.
- 11 - Verschijning van Deel I van de studie Het Koninkrijk der Nederlanden in de Tweede Wereldoorlog van dr. L. de Jong.

maart
- 2 - De eerste vlucht (29 minuten) van de Concorde.
- 5 - Gustav Heinemann wordt in West-Berlijn door de Bondsvergadering tot president van de Bondsrepubliek Duitsland gekozen.
- 17 - Golda Meïr wordt de 4e Minister-president van Israel.
- 25 t/m 31 - Zeven dagen lang houden John Lennon en Yoko Ono een "love-in" in het Amsterdam Hilton Hotel.
- 26 - de Kerncentrale Dodewaard wordt in gebruik genomen door koningin Juliana.
- 29 - Op het Eurovisiesongfestival winnen vier landen: Frankrijk, Nederland, Spanje en het Verenigd Koninkrijk.
- 30 - Eddy Merckx wint zijn eerste Ronde van Vlaanderen.

april
- 1 tot 24 - Op het 9e Nationaal Congres van de Communistische Partij van China wordt de Culturele revolutie voor beëindigd verklaard en wordt Lin Piao aangewezen als tweede man na Mao.
- 3 - Denton Cooley implanteert het eerste kunsthart; de patiënt blijft nog 65 uur in leven.
- 15 - Noord-Korea schiet een Amerikaans spionagevliegtuig (een Lockheed EC-121 Warning Star) neer boven de Japanse Zee, 31 bemanningsleden komen om het leven.
- 16 - De bekendmaking door Thomassen & Drijver-Verblifa dat het concern de fabrieken in Krommenie, Dordrecht en Utrecht gaat sluiten, waardoor enkele duizenden arbeiders hun werk verliezen, leidt tot veel onrust, waarbij linkse studenten zich niet onbetuigd laten.
- 18 - Guido Reybrouck wint de vierde editie van de Amstel Gold Race.
- 27 - De Fransen zeggen non tegen de voorstellen van president De Gaulle om de grondwet te veranderen. De Gaulle treedt af en Senaatsvoorzitter Alain Poher wordt waarnemend president.
- 28 - Studenten bezetten de Katholieke Hogeschool Tilburg en eisen democratisering van het hoger onderwijs.

mei
- 2 - Het reusachtige passagiersschip Queen Elizabeth 2 wordt te water gelaten.
- 14 - Minister Jozef Luns en de Marokkaanse ambassadeur ondertekenen een verdrag dat de werving van arbeidskrachten in Marokko voor de Nederlandse industrie regelt.
- 16 t/m 21 - Bezetting van het Maagdenhuis.
- 23 - De Lauwerszee wordt afgesloten en heet vanaf dan Lauwersmeer.
- 23 - Eerste uitzending van de Hilversum 3 Top 30 met presentator Joost den Draaijer. De eerste nr.1-hit is Israelites van Desmond Dekker & The Aces.
- 30 - Op Curaçao vindt er een grote arbeidersopstand plaats.
- 31 - Koning Boudewijn verricht de opening van de Kennedytunnel te Antwerpen.

juni
- 19 - Het Nederlandse pensioenfonds PGGM opgericht. Het is meteen een van de grootste fondsen van Europa.
- 20 - In Frankrijk wordt Georges Pompidou beëdigd tot president.
- 23 - Het bestrijdingsmiddel Endosulfan veroorzaakt massale vissterfte in het Rijnwater.
- 26 - In België wordt de btw-wet goedgekeurd.
- 28 - De Stonewall-rellen vinden plaats in New York. Dit is een belangrijk keerpunt in de LGBTQ-geschiedenis.

juli

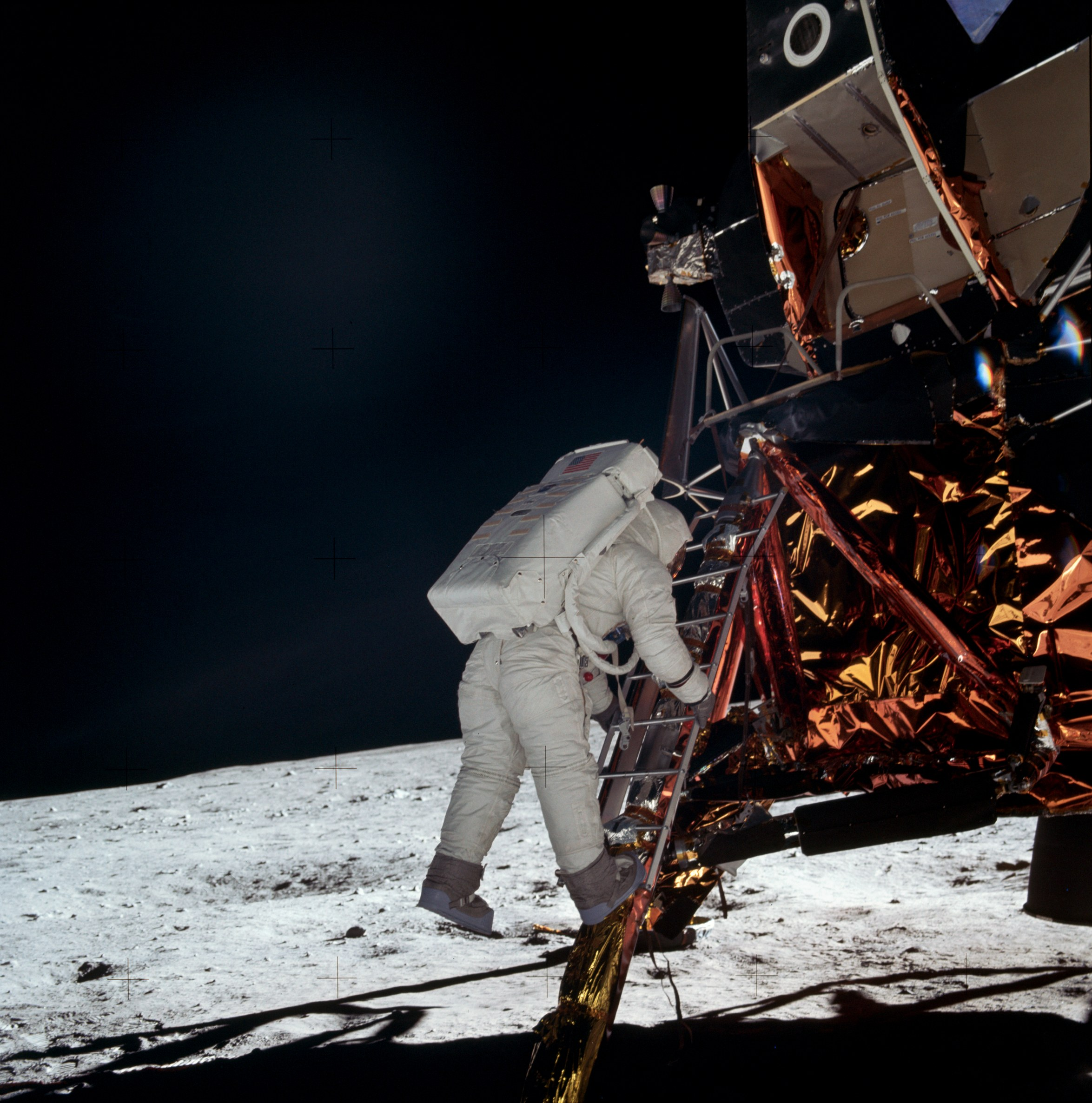
21 juli: maanlanding, Neil Armstrong zet als eerste mens voet op de maan

- 3 - Muzikant Brian Jones (The Rolling Stones) wordt op 27-jarige leeftijd na een feestje thuis in zijn zwembad dood aangetroffen. De doodsoorzaak is nog steeds niet bekend.
- 5 - In de nasleep van de opstand van Trinta di mei wordt door de stakingsleiders Amador Nita, Wilson Godett en Stanley Brown de politieke partij Frente Obrero i Liberashon 30 di mei  (FOL) opgericht.
- 14 - Begin van de zesdaagse Voetbaloorlog tussen El Salvador en Honduras.
- 15 - In het Belgische Dinant weigeren bij het afdalen van een steile helling de remmen van een Nederlandse bus, die daarop door een hek schiet en in de Maas stort. De chauffeur en 20 passagiers komen om. De reisleidster en drie vakantiegangers weten uit de bus te ontsnappen.[1]
- 16 - Lancering Apollo 11, de missie van het Apolloprogramma die vijf dagen later de eerste mensen op de Maan zal zetten.
- 20 - De Belgische wielrenner Eddy Merckx wint de Ronde van Frankrijk.
- 20 - Jacques Chaban-Delmas wordt minister-president van Frankrijk.
- 21 - Astronaut Neil Armstrong zet als eerste mens voet op de Maan, kort daarna gevolgd door Buzz Aldrin. Ruimtevaartuig: Apollo 11. Vier dagen later landen ze weer veilig op aarde.
- 22 - Minister van Verkeer en Waterstaat Bakker opent de Heinenoordtunnel onder de Oude Maas.
- 25 - President Nixon kondigt een "vietnamisering" aan van de oorlog. Het Amerikaanse leger zal Vietnam verlaten.

augustus
- 2 - Massale fraude bij volksstemming op Nieuw-Guinea.
- 9 - In Los Angeles wordt de hoogzwangere actrice Sharon Tate, getrouwd met regisseur Roman Polański, samen met kapper Jay Sebring en drie andere mensen vermoord door de Manson familie.
- 10 - In Los Angeles wordt het echtpaar Leno en Rosemary LaBianca vermoord door de Charles Manson familie.
- 10 - Harm Ottenbros wordt in Zolder wereldkampioen wielrennen.
- 13 - Grensconflict tussen de Sovjet-Unie en China.
- 14 - De Britse minister van Binnenlandse Zaken Callaghan stuurt troepen naar Noord-Ierland om een einde te maken aan de steeds gewelddadiger conflicten tussen de protestantse overheid en het rooms-katholieke deel van de bevolking. De katholieken halen de "Tommies" binnen als bevrijders.
- 15 - Eerste dag van het legendarische driedaagse Woodstockfestival in Bethel, New York, met in totaal ruim 400 000 bezoekers en optredens van 24 bands.

september
- 1 - Koning Idris van Libië wordt tijdens een verblijf in het buitenland afgezet door kolonel Qadhafi.
- 19 - In een huiskamer te Breukelen wordt de eerste wereldwinkel in Nederland geopend.
- 26 - In Bolivia neemt generaal Alfredo Ovando Candia met behulp van het leger de macht over en wordt president. De afgezette president Siles Salinas vlucht naar Chili.
- 29 - Wereldpremière van de rockopera Tommy van The Who in het Concertgebouw van Amsterdam.

oktober
- 6 - In Chicago organiseren de Weathermen hun eerste actie, genaamd "Days of Rage" (Dagen van Woede). Ze blazen een standbeeld op dat was opgericht ter nagedachtenis aan de politieagenten die waren omgekomen tijdens de Haymarket Riot in 1886.
- 11 - Opening van het Rosa Spierhuis, een verzorgingshuis voor bejaarde kunstenaars in Laren.
- 21 - Willy Brandt wordt gekozen tot kanselier van de Bondsrepubliek Duitsland. De volgende dag treedt zijn regering aan.
- 23 - Het juweliershuis Cartier koopt de Taylor-Burton-diamant op de veiling voor $ 1.050.000, waarmee een recordprijs voor een publiekelijk verkocht juweel wordt ingesteld. De acteur Richard Burton delft het onderspit, maar zal de edelsteen later alsnog verwerven.

november
- 10 - Televisiedebuut van het poppenduo Bert en Ernie in de oorspronkelijke, Amerikaanse versie van Sesamstraat, Sesame Street.
- 18 - Officiële opening van de Ringvaart (Gent).
- 19 - Pelé scoort uit een penalty in de 78e minuut van de voetbalwedstrijd Santos FC tegen Vasco da Gama zijn 1000e doelpunt.

december
- 18 - In het Verenigd Koninkrijk wordt de doodstraf afgeschaft.

zonder datum
- In 14 Europese landen wordt de Eurocheque ingevoerd. De uitgifte van de cheque zal uiteindelijk stoppen op 1 januari 2002.
- In het dorp Groot-Ammers, Alblasserwaard, wordt het ooievaarsdorp Het Liesveld gevestigd. Van hieruit zal de ooievaar opnieuw als broedvogel in Nederland worden geïntroduceerd.
- Hete herfst in Noord-Italië: massale stakingen voor hogere lonen en betere arbeidsomstandigheden.
- Oprichting KITLV-vertegenwoordiging in Jakarta.

## Muziek

### Klassieke muziek
- 17 mei: Introduksjon og allegro for horn og piano van Johan Kvandal is voor het eerst te horen
- 25 mei: Tre slåttefantasier van Johan Kvandal is voor het eerst te horen.
- 21 juni: Sinfonía en Negro van Leonardo Balada

### Populaire muziek
De volgende platen worden top 3-hits in de Veronica Top 40:
- Andy Williams – Battle Hymn of The Republic
- Aphrodite's Child – I Want to Live
- Barry Ryan – Eloise
- Dave Dee Dozy Beaky Mick & Tich – Don Juan
- Desmond Dekker & Aces – Israelites
- Donovan – Atlantis
- Ekseption – Air en The 5th
- Fleetwood Mac – Oh Well (part 1)
- John Lennon & Plastic Ono Band – Give Peace a Chance
- Liesbeth List & Ramses Shaffy – Pastorale
- Marty – Maanserenade
- Mary Hopkin – Goodbye
- Nina Simone – Ain't Got No (I Got Life)
- Percy Sledge – My Special Prayer
- Robin Gibb – Saved by The Bell
- Serge Gainsbourg & Jane Birkin – Je t'aime... Moi Non Plus
- Shocking Blue – Mighty Joe en Venus
- Simon & Garfunkel – The Boxer
- Swinging Soul Machine – Spooky's Day-Off
- The Beatles – Get Back en The Ballad of John & Yoko
- The Bee Gees – Don't Forget to Remember, First of May, I Started a Joke en Tomorrow Tomorrow
- The Cats – Marian, Scarlet Ribbons en Why
- The Edwin Hawkins Singers – Oh Happy Day
- The Marbles – The Walls Fell Down
- The Merrymen – Big Bamboo
- The Scaffold – Lilly The Pink
- The Shuffles – Cha Lala I Need You
- Tom & Dick – Bloody Mary
- Tommy James and the Shondells – Crimson & Clover
- Zager & Evans – In The Year 2525
- Zen – Hair

## Beeldende kunst

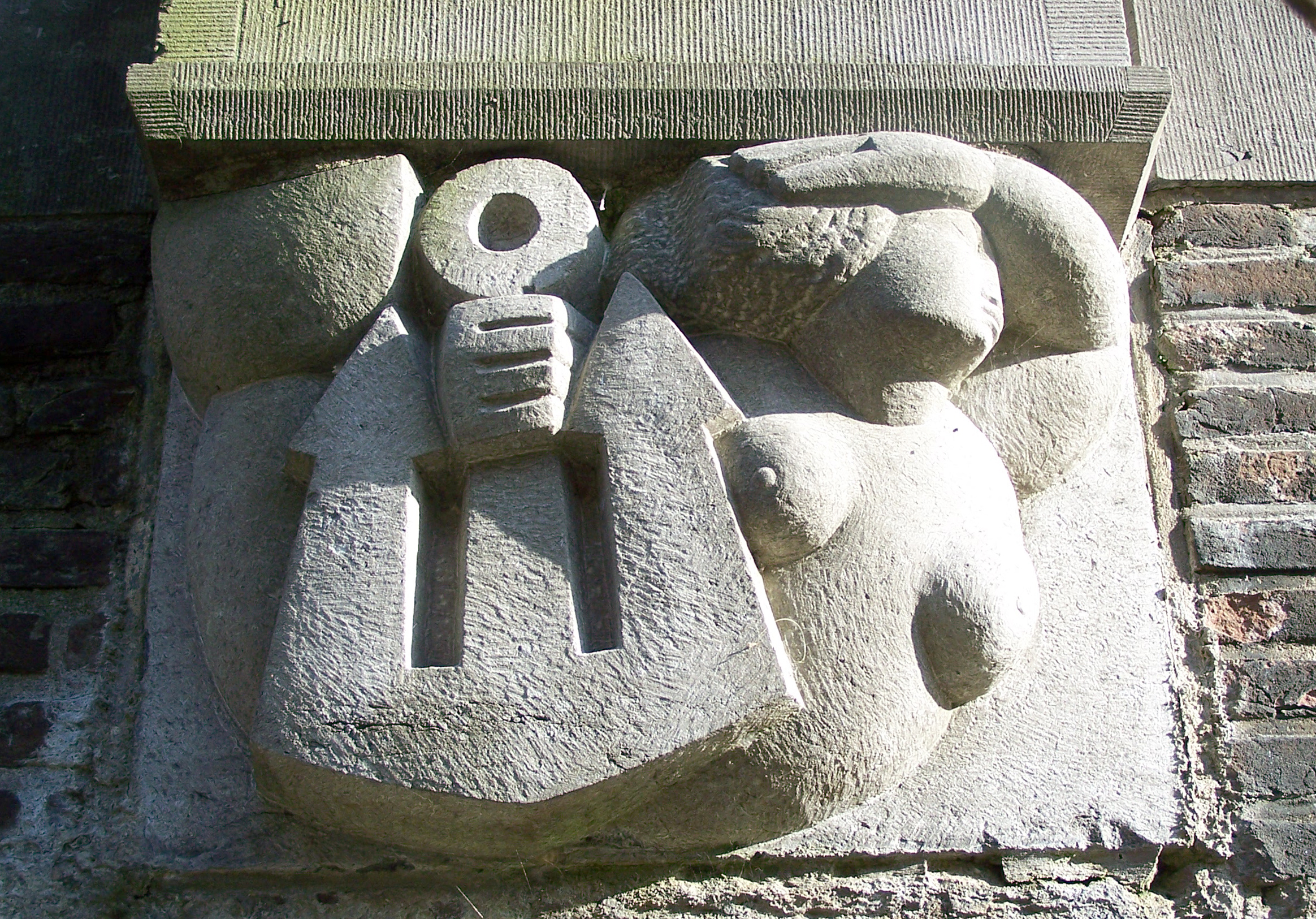
Den Ancker (ca. 1969), Jeanot Bürgi Oudegracht in Utrecht
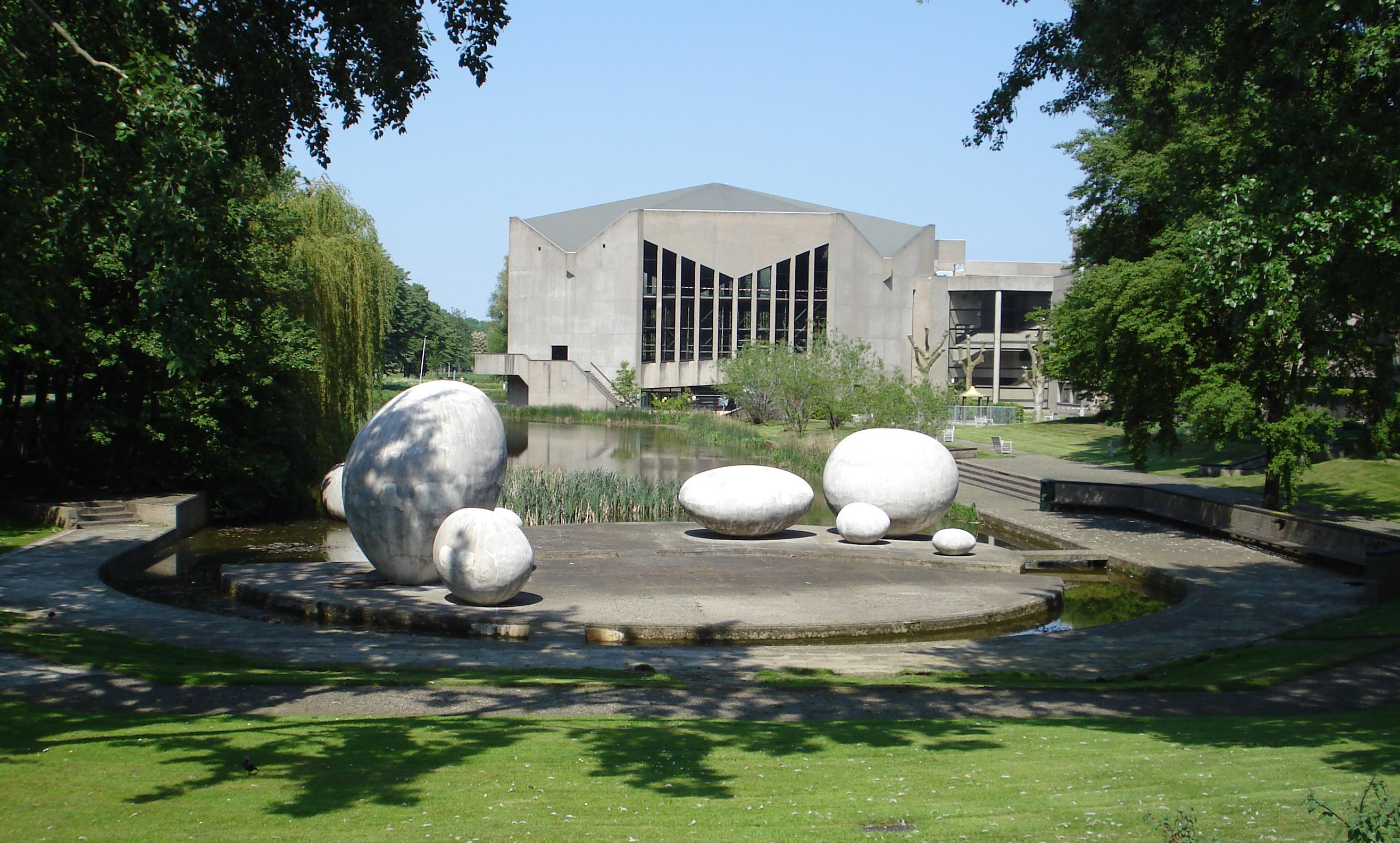
Zonder titel (1969), Hans Petri, Erasmus Universiteit, Rotterdam

## Bouwkunst

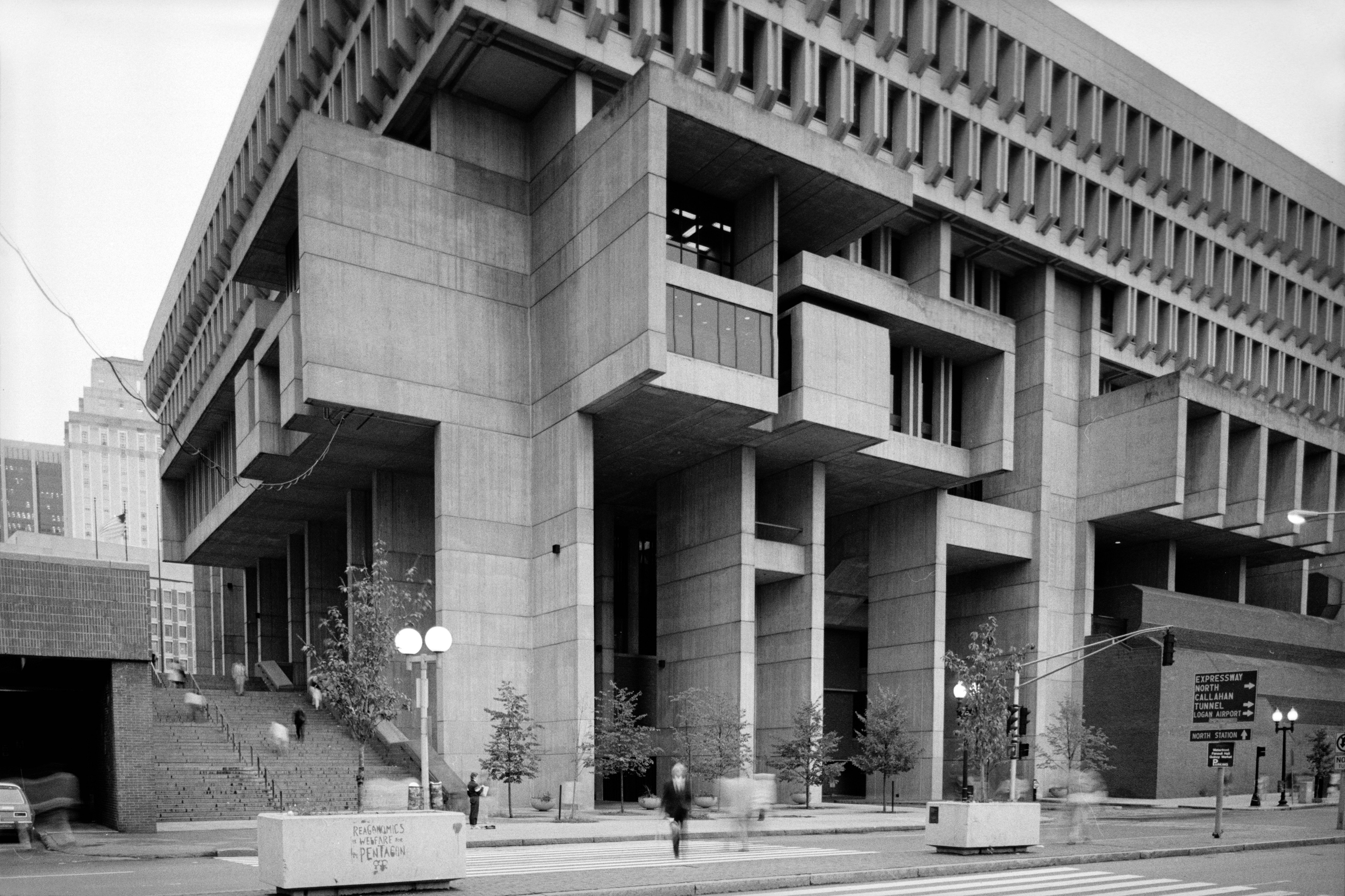
Stadhuis Boston (1969) Kallmann, McKinnell & Knowles/Campbell, Aldrich & Nulty

## Geboren

### januari
- 1 - Paul Lawrie, Schots golfer

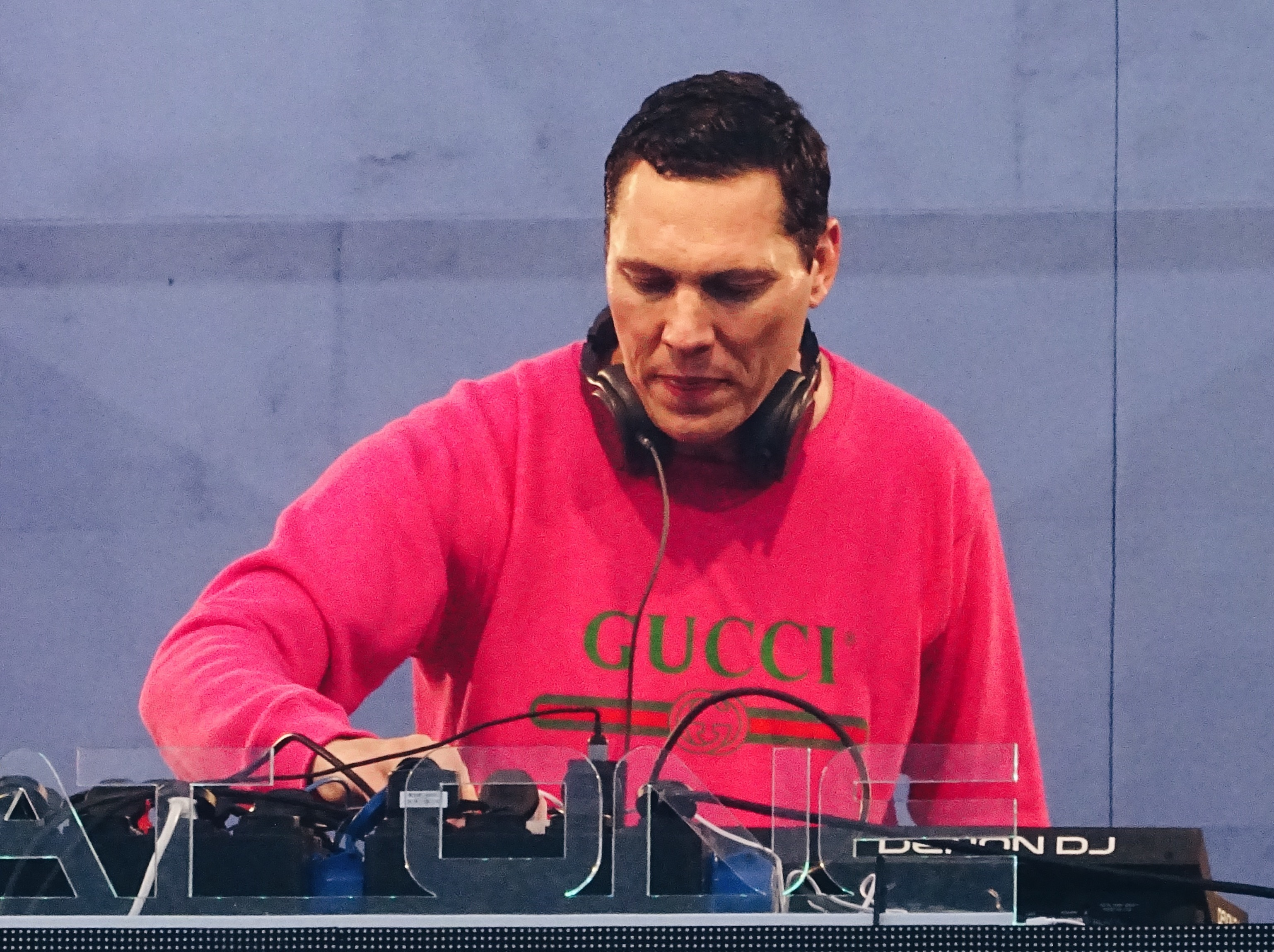
Tiësto
geboren op 17 januari

- 1 - Verne Troyer - Amerikaans acteur en stuntman (overleden 2018)
- 2 - Robby Gordon, Amerikaans autocoureur
- 2 - Elena Gorolová, Tsjechisch mensenrechtenactivist
- 2 - Tommy Morrison, Amerikaans bokser (overleden 2013)
- 2 - Francisque Teyssier, Frans wielrenner
- 2 - Christy Turlington, Amerikaans model
- 3 - Michael Schumacher, Duits autocoureur
- 3 - Ben Tiggelaar, Nederlands bedrijfskundige, schrijver van managementsboeken en trainer
- 4 - Martin Buitenhuis, Nederlands singer-songwriter (Van Dik Hout)
- 4 - Kees van Wonderen, Nederlands voetbaltrainer en voormalig profvoetballer
- 5 - Marilyn Manson, Amerikaans zanger
- 5 - Mark Tijsmans, Vlaams acteur en zanger
- 6 - Barry Madlener, Nederlands (euro)politicus (PVV)
- 7 - Geert Hoebrechts, Belgisch voetballer (overleden 2010)
- 7 - Margo Mulder - Nederlands politicus
- 8 - Carll Cneut, Belgisch tekenaar
- 8 - R. Kelly, Amerikaans R&B-zanger
- 8 - Paola Pezzo, Italiaans mountainbikester
- 10 - Robert Maaskant, Nederlands voetballer en voetbaltrainer
- 11 - Eric Corton, Nederlands muzikant en presentator
- 12 - Boško Boškovič, Sloveens voetballer
- 12 - David Mitchell, Brits schrijver
- 12 - Robert Prosinečki, Kroatisch voetballer en voetbaltrainer
- 13 - Stephen Hendry, Schots snookerspeler
- 13 - Dirk-Peter Kölsch, Duits jazzdrummer
- 14 - Dave Grohl, Amerikaans muzikant (onder andere Foo Fighters en Nirvana)
- 15 - Simon Crafar, Nieuw-Zeelands motorcoureur
- 15 - Rob van Dijk, Nederlands voetbaldoelman
- 15 - Marcel Keizer, Nederlands voetballer en voetbaltrainer
- 17 - David Ebershoff, Amerikaans schrijver
- 17 - Tiësto, artiestennaam van Tijs Verwest, Nederlands dj
- 18 - Dave Batista, Amerikaans worstelaar
- 18 - Olivier Abbeloos, Belgisch danceproducer
- 18 - Ever Palacios, Colombiaans voetballer
- 19 - Trey Lorenz, Amerikaans zanger
- 19 - Predrag Mijatović, Joegoslavisch voetballer
- 19 - Steve Staunton, Iers voetballer en voetbalcoach
- 19 - Jean-Pierre Vanek, Luxemburgs voetballer
- 20 - Darren Braithwaite, Brits atleet
- 20 - Andre Cason, Amerikaans atleet
- 20 - Camilla Svensson, Zweeds voetbalster
- 21 - Halbe Zijlstra, Nederlands politicus en ondernemer
- 22 - Svetlana Moskalets, Russisch atlete
- 23 - Ljoedmila Prokasjeva, Kazachs langebaanschaatsster
- 23 - Stefano Zanini, Italiaans wielrenner
- 24 - Stephanie Romanov, Amerikaans fotomodel en actrice
- 25 - Patrick Nys, Belgisch voetballer
- 25 - Sandra Temporelli, Frans mountainbikester
- 26 - Maarten den Bakker, Nederlands wielrenner
- 26 - Rene Rooze, Nederlands kickbokser en K-1-vechter
- 27 - Peter Farazijn, Belgisch wielrenner
- 27 - Jeroen Piket, Nederlands schaker
- 28 - Giorgio Lamberti, Italiaans zwemmer
- 28 - Jan Veenhof, Nederlands voetballer
- 29 - Serge Thill, Luxemburgs voetballer en voetbalcoach
- 30 - Hendrik Jan Davids, Nederlands tennisser
- 30 - Aleksej Drejev, Russisch schaker

### februari

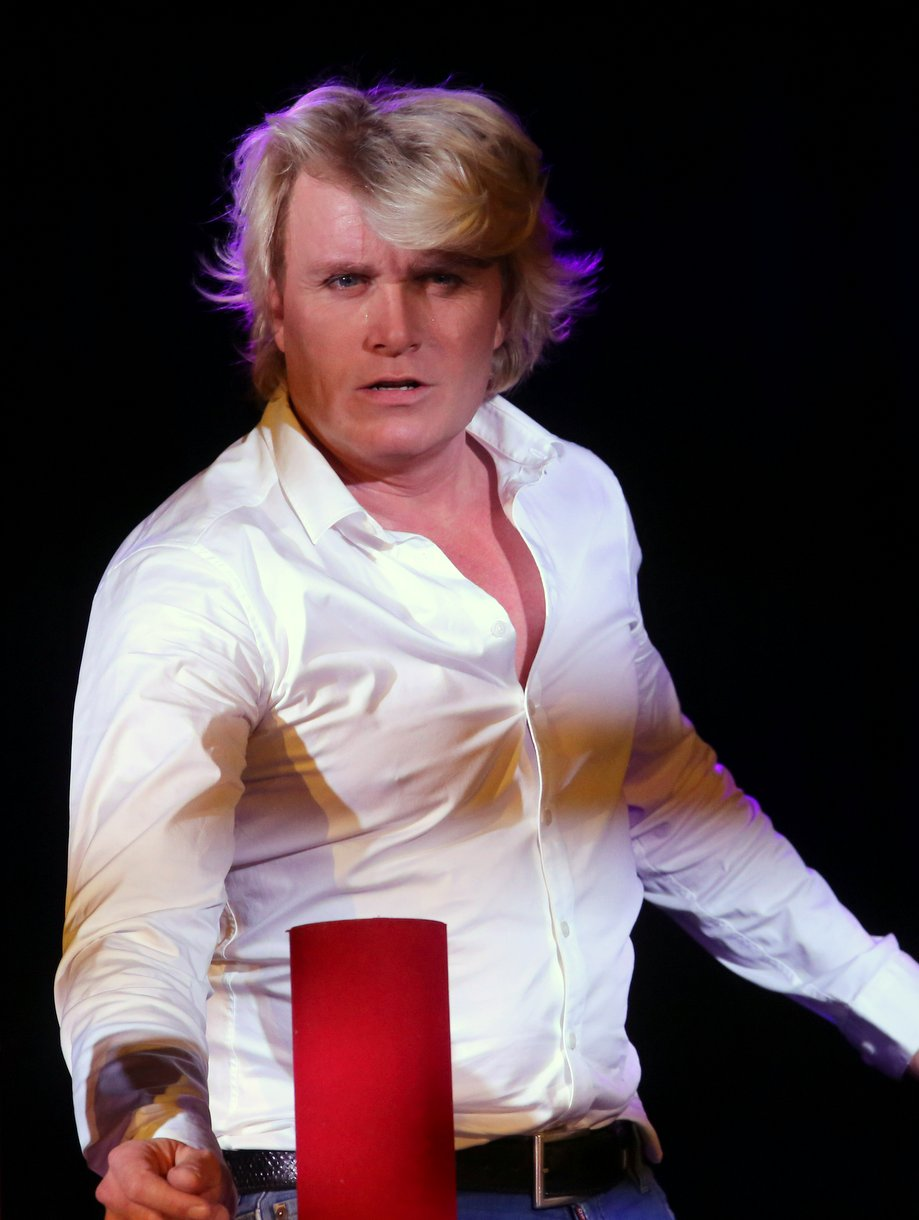
Hans Klok
geboren op 22 februari

- 1 - Gabriel Batistuta, Argentijns voetballer
- 2 - Knut Kircher, Duits voetbalscheidsrechter
- 3 - Beau Biden, Amerikaans advocaat en politicus (overleden 2015)
- 4 - Eric Gérôme, Belgisch atleet
- 4 - Guusje Nederhorst, Nederlands actrice (overleden 2004)
- 5 - Bobby Brown, Amerikaans zanger
- 5 - Michael Sheen, Welsh acteur
- 6 - Massimo Busacca, Zwitsers voetbalscheidsrechter
- 7 - Richard Trautmann, Duits judoka
- 8 - Hugo Brizuela, Paraguayaans voetballer
- 8 - Joost Karhof, Nederlands radio- en televisiejournalist en -presentator (overleden 2017)
- 8 - Katrien Maenhout, Belgisch atlete
- 9 - Pavel Tonkov, Russisch wielrenner
- 10 - Jan Kees de Jager, Nederlands politicus (CDA)
- 11 - Jennifer Aniston, Amerikaans actrice
- 11 - Jeroen Grueter, Nederlands sportcommentator
- 11 - Nathalie Huigsloot, Nederlands journaliste en tv-maakster
- 12 - Darren Aronofsky, Amerikaans filmregisseur en producer
- 12 - Steve Backley, Brits atleet
- 12 - Hong Myung-bo, Zuid-Koreaans voetballer
- 13 - JB Blanc, Frans-Brits acteur
- 13 - Simon Bor, Keniaans atleet
- 13 - Barbara Heeb, Zwitsers wielrenster
- 14 - Adriana Behar, Braziliaans beachvolleyballer
- 14 - Rosto (Robert Stoces), Nederlands (beeldend) kunstenaar, regisseur en muzikant (overleden 2019)
- 14 - Maaike Widdershoven, Nederlands zangeres, actrice en musicalster
- 15 - Anja Andersen, Deens handbalster en handbalcoach
- 15 - Eddy Seigneur, Frans wielrenner
- 16 - Fermín Cacho, Spaans atleet
- 17 - David Douillet, Frans judoka en politicus
- 17 - Dorothee Schneider, Duits amazone
- 18 - Hicham Chatt, Marokkaans atleet
- 18 - Michiel van Hulten, Nederlands politicus
- 20 - Wim Hazeu, Nederlands politicus en bestuurder
- 20 - Siniša Mihajlović, Servisch voetballer en voetbalcoach (overleden 2022)
- 20 - Joanna Roper, Brits diplomate; ambassadeur van het VK in Nederland
- 21 - Tony Meola, Amerikaans voetballer
- 21 - Luka Tudor, Chileens voetballer
- 22 - Thomas Jane, Amerikaans acteur
- 22 - Hans Klok, Nederlands illusionist
- 22 - Marc Wilmots, Belgisch voetballer
- 24 - Johan Terryn, Vlaams acteur, radio- en televisiepresentator
- 27 - Toshiyuki Kuroiwa, Japans schaatser
- 27 - Juergen Sommer, Amerikaans voetballer
- 28 - Butch Leitzinger, Amerikaans autocoureur
- 28 - Robert Sean Leonard, Amerikaans acteur

### maart
- 1 - Javier Bardem, Spaans acteur

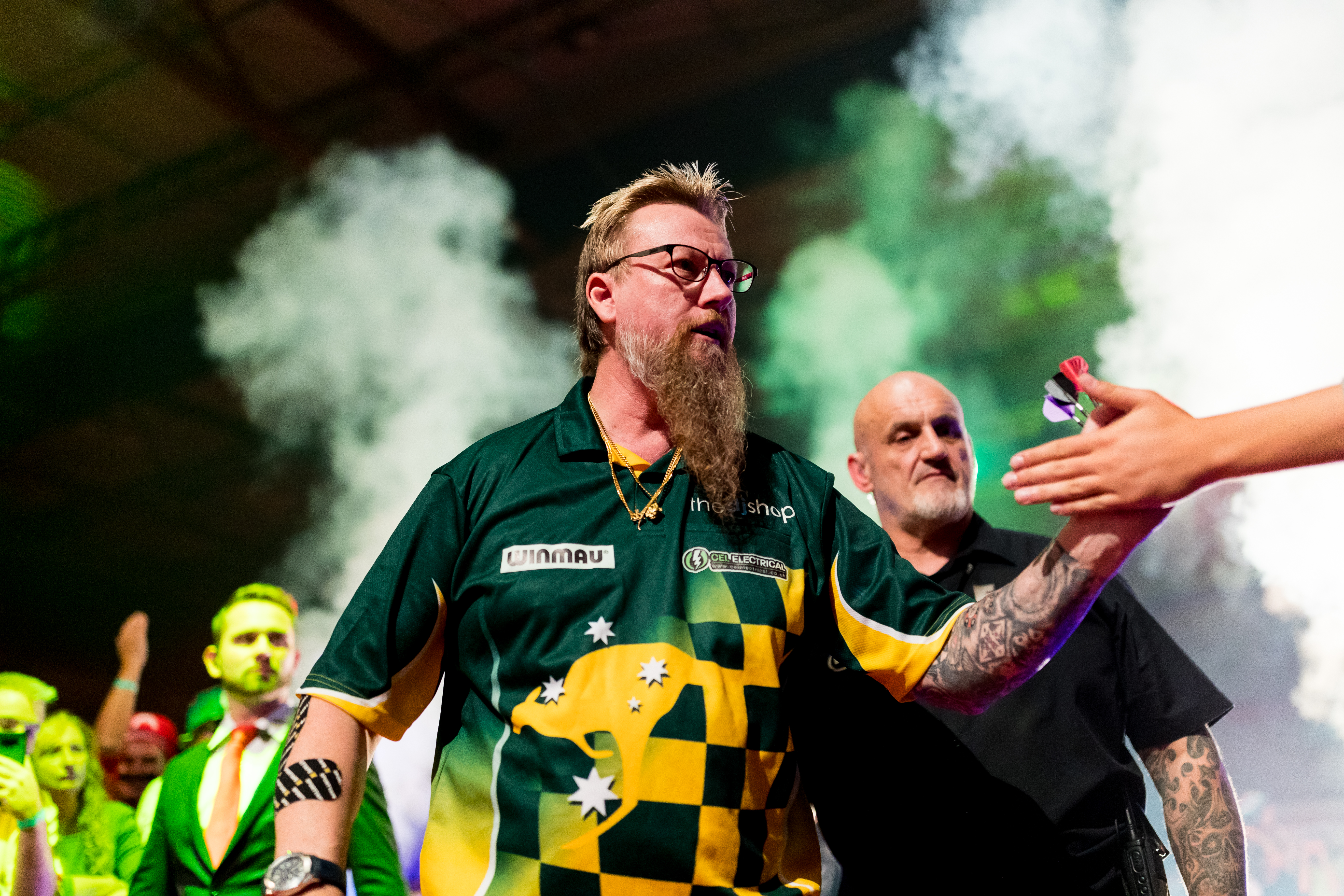
Simon Whitlock
geboren op 3 maart

- 2 - Han ten Broeke, Nederlands politicus
- 2 - Håkan Jonasson, Zweeds voetbalscheidsrechter
- 3 - Csilla Bátorfi, Hongaars tafeltennisster
- 3 - Hans De Clercq, Belgisch wielrenner
- 3 - Erik Hoftun, Noors voetballer
- 3 - Fred Schonewille, Nederlands politicus
- 3 - Simon Whitlock, Australisch darter
- 4 - Pierluigi Casiraghi, Italiaans voetballer
- 4 - Wanda Tuerlinckx, Belgisch fotografe
- 6 - Malahat Nasibova, Azerbeidzjaans journalist en activist
- 6 - Ralf Hildenbeutel, Duits muziekproducent
- 7 - Jean Dohmen, Nederlands journalist
- 7 - Valentin Kononen, Fins snelwandelaar
- 8 - Johan van Lieshout, Nederlands atleet
- 8 - Anneke Matthys, Belgisch atlete
- 9 - Mahmoud Abdul-Rauf, Amerikaans basketballer
- 9 - Izaline Calister, Curaçaos zangeres
- 10 - Hany Ramzy, Egyptisch voetballer
- 10 - Mich Walschaerts, Belgisch cabaretier
- 10 - Mieketine Wouters, Nederlands hockeyster
- 11 - Dirk Zeelenberg, Nederlands acteur en presentator
- 13 - Nina Jurna, Nederlands journaliste
- 13 - Thomas von Scheele, Zweeds tafeltennisser
- 13 - Christian Carlos Warren, Amerikaans producer
- 14 - Vladimír Kinder, Slowaaks voetballer
- 15 - Marc Lammers, Nederlands hockeycoach
- 15 - Carla Zijlstra, Nederlands schaatsster
- 16 - Alina Ivanova, Russisch atlete
- 19 - Warren Barton, Engels voetballer
- 19 - Tom McRae, Engels singer-songwriter
- 20, Natalia Gherman, Moldavisch politica
- 21 - Viktor Alonen, Estisch voetballer
- 21 - Ali Daei, Iraans voetballer
- 21 - Stefano Valli, San Marinees autocoureur
- 21 - Irakli Zoidze, Georgisch voetballer
- 23 - Youri Mulder, Nederlands televisiecommentator en voetballer
- 23 - Fredrik Nyberg, Zweeds alpineskiër
- 24 - Gitte Madsen, Deens handbalster
- 24 - Ilir Meta, Albanees diplomaat en politicus; president sinds 2017
- 24 - Luis Oliveira, Belgisch voetballer
- 27 - Michail Brodsky, Oekraïens schaker
- 27 - Mariah Carey, Amerikaanse zangeres (of 1970)
- 28 - Ivan Gotti, Italiaans wielrenner
- 28 - Earnest Stewart, Nederlands-Amerikaans voetballer
- 28 - Ilke Wyludda, Duits atlete
- 29 - Kim Batten, Amerikaans atlete
- 29 - Steve Guppy, Engels voetballer
- 30 - Troy Bayliss, Australisch motorcoureur

### april
- 4 - Dennis de Nooijer, Nederlands voetballer
- 4 - Gérard de Nooijer, Nederlands voetballer
- 4 - Jacco Verhaeren, Nederlands zwemtrainer
- 5 - Vjatsjeslav Dzjavanjan, Russisch wielrenner
- 5 - Tomislav Piplica, Bosnisch voetballer
- 6 - Joël Smets, Belgisch motorcrosser
- 8 - Nickie Nicole (Nicholas Carter), Amerikaans-Nederlands travestiet
- 8 - Dulce Pontes, Portugees zangeres
- 9 - Mandy Huydts, Nederlands zangeres
- 9 - Mike Passenier, Nederlands kickbokstrainer ("Big Mike")
- 10 - Billy Jayne, Amerikaans acteur
- 12 - Antje Monteiro, Nederlands musicalzangeres
- 12 - Lucas Radebe, Zuid-Afrikaans voetballer
- 14 - Jean-Philippe Dayraut, Frans autocoureur
- 14 - Martijn LeNoble, Nederlands basgitarist
- 14 - Manuel Liberato, Portugees wielrenner
- 14 - Luc Van Lierde, Belgisch triatleet
- 15 - Bruno Le Maire, Frans ambtenaar en politicus
- 16 - Michael Baur, Oostenrijks voetballer
- 16 - Germán Burgos, Argentijns voetballer
- 17 - Eeke van Nes, Nederlands roeister
- 18 - Tania Heimans, Nederlands schrijfster
- 18 - Robert Změlík, Tsjecho-Slowaaks/Tsjechisch atleet
- 19 - Mark Harbers, Nederlands politicus
- 19 - Shannon Lee, Amerikaans actrice
- 20 - Felix Baumgartner, Oostenrijks skydiver en BASE-jumper (overleden 2025)
- 20 - Lotte van Dam, Nederlands actrice en regisseuse
- 20 - Jan van Halst, Nederlands voetballer
- 20 - Joaquín del Olmo, Mexicaans voetballer
- 20 - Marietta Slomka, Duits verslaggeefster en tv-presentatrice
- 22 - Mariko Peters, Nederlands politicus
- 23 - P.J. Jones, Amerikaans autocoureur
- 24 - Ruud de Wild, Nederlands diskjockey
- 25 - Martin Koolhoven, Nederlands filmmaker
- 25 - Renée Zellweger, Amerikaans actrice
- 28 - Carl Rosenblad, Zweeds autocoureur
- 28 - André Zwartbol, Nederlands journalist en presentator
- 30 - Hubert Haupt, Duits autocoureur

### mei

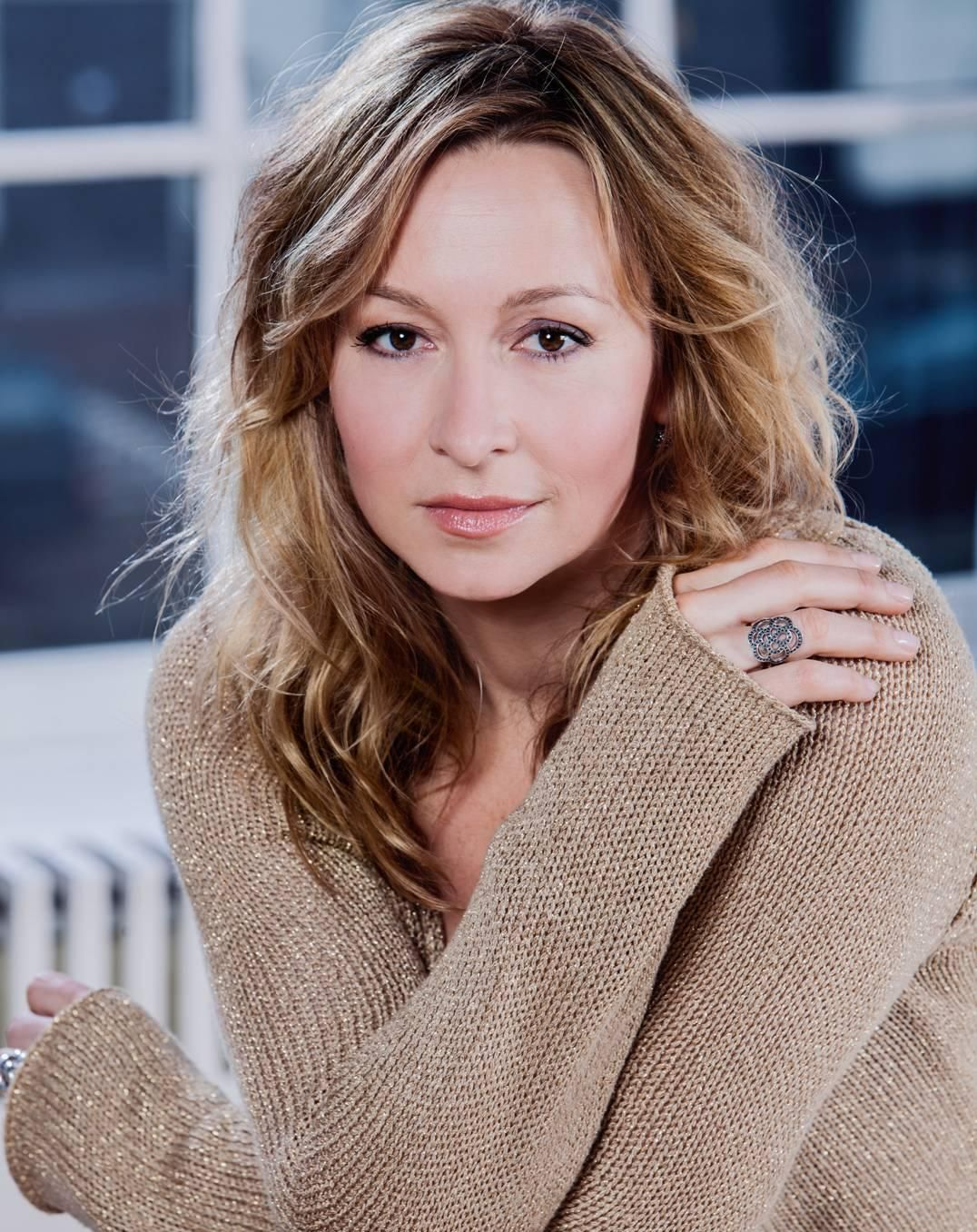
Cynthia Abma
geboren op 31 mei

- 1 - Wes Anderson, Amerikaans regisseur
- 2 - Frederieke Leeflang, Nederlands advocaat en (omroep)bestuurder
- 2 - Ahmed Marcouch, Nederlands politicus; burgemeester van Arnhem
- 2 - Pere Riba, Spaans motorcoureur
- 3 - Michelle Freeman, Jamaicaans atlete
- 5 - Thijs van Aken, Nederlands musicalster en stemacteur
- 5 - Adrian Carmack, Amerikaans kunstenaar, mede-oprichter van id Software
- 5 - Peter Slager, Nederlands muzikant en bassist (BLØF)
- 6 - Thierry Schmitter, Nederlands paralympisch sporter
- 8 - Jelena Timina, Russisch-Nederlands tafeltennisster
- 9 - Diederik Ebbinge, Nederlands acteur en regisseur
- 9 - Janni Goslinga, Nederlands actrice
- 9 - Hugo Maradona, Argentijns voetballer (overleden 2021)
- 10 - Dennis Bergkamp, Nederlands voetballer
- 10 - Zoran Primorac, Kroatisch tafeltennisser
- 11 - Simon Vroemen, Nederlands atleet
- 12 - Eileen Ermita-Buhain, Filipijns politicus
- 12 - Suzanne Clément, Canadese actrice
- 13 - Remco Pardoel, Nederlands vechtsporter
- 14 - Cate Blanchett, Australisch actrice
- 14 - Sabine Schmitz, Duits autocoureur en presentatrice (overleden 2021)
- 16 - Tucker Carlson, Amerikaans politiek commentator
- 16 - Tracey Gold, Amerikaans actrice
- 17 - Anjelina Belakovskaia, Oekraïens-Amerikaans schaakster
- 17 - José Chamot, Argentijns voetballer
- 18 - Martika, Amerikaans zangeres
- 19 - Thomas Vinterberg, Deens filmregisseur
- 20 - Laurent Dufaux, Zwitsers wielrenner
- 20 - Alberto Mancini, Argentijns tennisser
- 20 - Egbert de Vries, Nederlands politicus
- 20 - Joop Wijn, Nederlands politicus
- 22 - Kim Holland, Nederlands model en actrice
- 22 - Nancy Kemp-Arendt, Luxemburgs triatlete en zwemster
- 22 - Jörg Roßkopf, Duits tafeltennisser
- 24 - Jacob Rees-Mogg, Brits conservatief politicus
- 25 - Anne Heche, Amerikaans actrice, regisseuse en scenarioschrijfster (overleden 2022)
- 25 - Patrick Jonker, Australisch wielrenner
- 25 - Gianluca Paparesta, Italiaans voetbalscheidsrechter
- 27 - Peter Reid, Canadees triatleet
- 30 - Albertino Essers, Nederlands darter
- 30 - Koen Pijpers, Nederlands hockeyer en -coach
- 31 - Cynthia Abma, Nederlands presentatrice en actrice
- 31 - Tony Cetinski, Kroatisch zanger
- 31 - Rikkert Faneyte, Nederlands honkballer

### juni

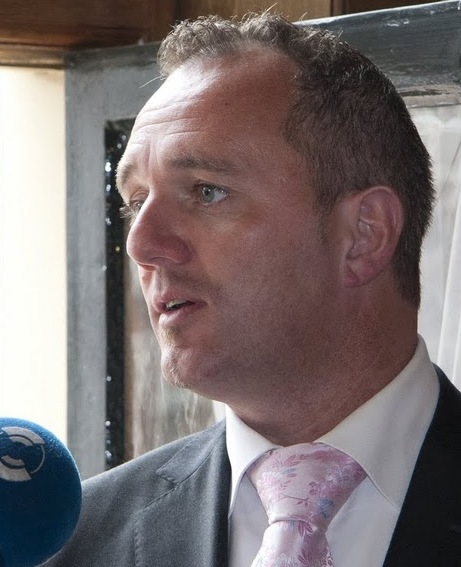
Machiel de Graaf
geboren op 26 juni

- 2 - Íñigo Cuesta, Spaans wielrenner
- 2 - Stéphane Hennebert, Belgisch wielrenner
- 2 - Paulo Sérgio, Braziliaans voetballer
- 3 - Mónica Pont, Spaans atlete
- 3 - Tate Taylor, Amerikaans acteur, regisseur en scenarioschrijver
- 4 - Regi Blinker, Surinaams-Nederlands voetballer
- 4 - Anne Jelagat Kibor, Keniaans atlete
- 5 - Malou Gorter, Nederlands actrice
- 5 - Marina Rei, Italiaans zangeres
- 6 - Jeroen Snel, Nederlands televisiepresentator
- 7 - Arie van de Bunt, Nederlandse waterpoloër
- 7 - Prins Joachim van Denemarken
- 7 - Eric Fonoimoana, Amerikaans beachvolleyballer
- 7 - Kerstin Müller, Duits roeister
- 9 - Dione de Graaff, Nederlands televisiepresentatrice
- 10 - Ronny Johnsen, Noors voetballer
- 11 - Peter Dinklage, Amerikaans acteur
- 11 - Johan Hansma, Nederlands voetballer
- 11 - Sergej Joeran, Russisch voetballer en voetbalcoach
- 13 - Shaun Greatbatch, Engels darter
- 13 - Svetlana Kriveljova, Russisch atlete
- 14 - Steffi Graf, Duits tennisster
- 14 - Luc Holtz, Luxemburgs voetballer en voetbalcoach
- 15 - Ice Cube, Amerikaans rapper en acteur
- 15 - Oliver Kahn, Duits voetbaldoelman
- 16 - Tibor Jančula, Slowaaks voetballer
- 17 - Paul Tergat, Keniaans atleet
- 19 - Roel Reiné, Nederlands filmregisseur en producent
- 19 - Daniel Verelst, Belgisch wielrenner
- 20 - Paulo Bento, Portugees voetballer en voetbaltrainer
- 20 - José Luis Calva, Mexicaans schrijver (overleden 2007)
- 23 - Fernanda Ribeiro, Portugees atlete
- 24 - Irene Hemelaar, Nederlands mensenrechtenactivist en zangeres
- 24 - Sissel Kyrkjebø, Noors zangeres
- 25 - Natasha Gerson, Nederlands schrijfster en scenariste
- 25 - Paul Koech, Keniaans atleet (overleden 2018)
- 26 - Arno Arts, Nederlands voetballer
- 26 - Carlo Boszhard, Nederlands televisiepresentator
- 26 - Machiel de Graaf, Nederlands politicus
- 26 - Percy Irausquin, Nederlands modeontwerper (overleden 2008)
- 26 - Ingrid Lempereur, Belgisch zwemster
- 26 - Guilherme Marques, Braziliaans beachvolleyballer
- 27 - Viktor Petrenko, Oekraïens kunstschaatser
- 27 - Petra Westerhof, Nederlands paralympisch sportster
- 28 - Stéphane Chapuisat, Zwitsers voetballer
- 29 - Daniël Boissevain, Nederlands acteur

### juli

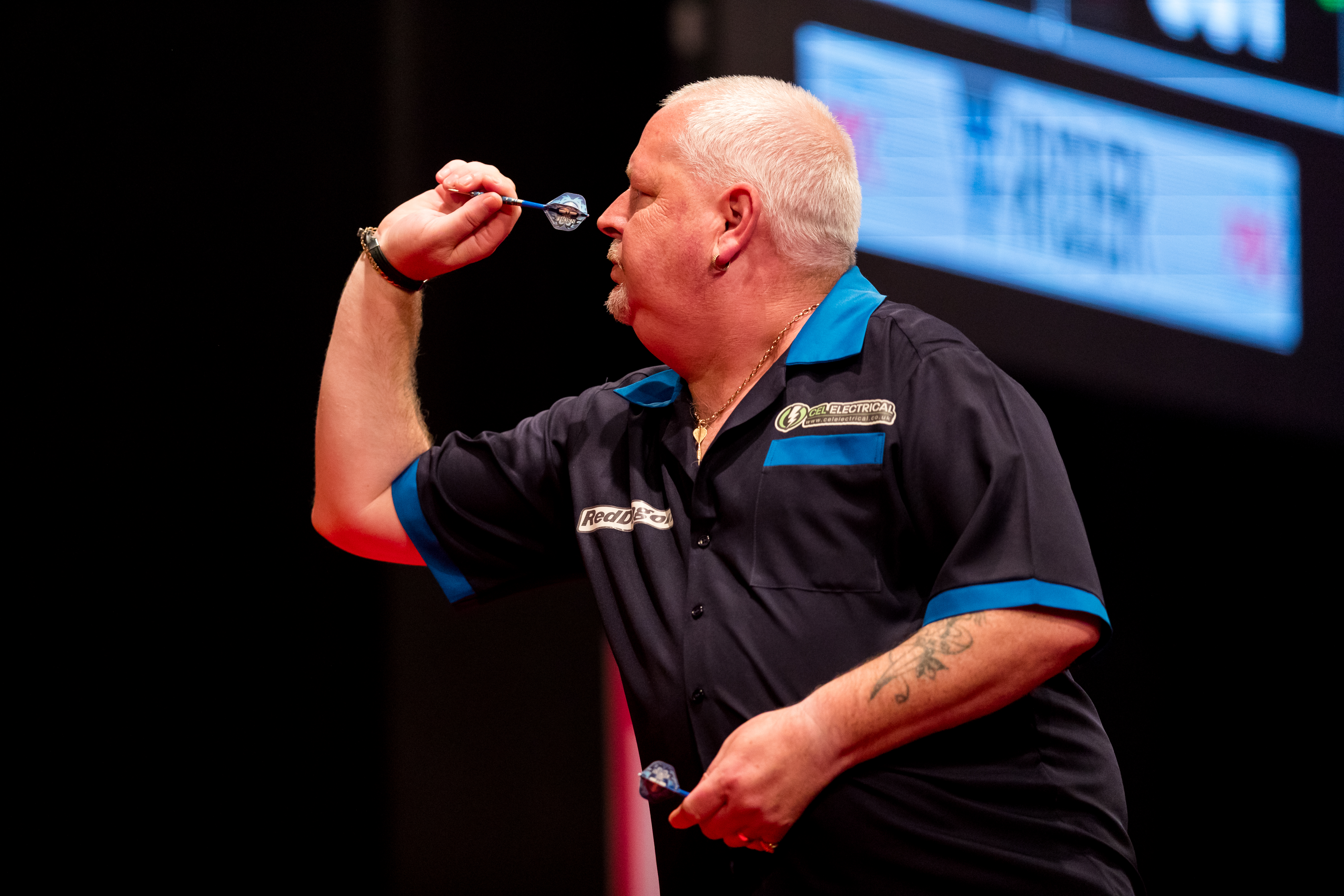
Robert Thornton
geboren op 17 juli

- 2 - Wim De Vilder, Vlaams journalist en nieuwsanker
- 3 - Andrea Vatteroni, Italiaans wielrenner
- 4 - Damien Éloi, Frans tafeltennisser
- 4 - Marleen Wissink, Nederlands voetbalster
- 6 - Fernando Redondo, Argentijns voetballer
- 7 - Selma van Dijk, Nederlands televisiepresentatrice
- 7 - Rina Hill, Australisch (tri)atlete
- 7 - Sylke Otto, Duits rodelaarster
- 9 - Volkert van der Graaf, Nederlands milieuactivist en moordenaar van Pim Fortuyn
- 9 - Gert-Jan Segers, Nederlands politicus
- 10 - Alexandra Hedison, Amerikaans actrice en fotografe
- 10 - Jonas Kaufmann, Duits operazanger
- 10 - Heidi Van Collie, Belgisch atlete
- 11 - Corentin Martins, Frans voetballer
- 11 - An Swartenbroekx, Vlaams actrice
- 11 - David Tao, Taiwanees zanger en songwriter
- 12 - Anousha Nzume, Nederlands actrice en schrijfster
- 12 - Hilde Van Wesepoel, Vlaams actrice
- 13 - Ewan Beaton, Canadees judoka
- 13 - Shaun Greatbatch, Engels darter (overleden 2022)
- 14 - Jacques Jolidon, Zwitsers wielrenner
- 14 - Mario Manzoni, Italiaanse wielrenner
- 14 - Yasuhiro Yoshida, Japans voetballer
- 15 - Jacob Derwig, Nederlands acteur
- 16 - Mirjam de Koning, Nederlands paralympisch sportster
- 16 - Claude Van Marcke, Belgisch politicus
- 16 - Sahra Wagenknecht, Duits politica
- 17 - Karin Brienesse, Nederlands zwemster
- 17 - Jaan Kirsipuu, Ests wielrenner
- 17 - Wendy Nicolls, Britse atlete
- 17 - Robert Thornton, Schotse darter
- 19 - Daisy Thys, Vlaamse actrice
- 19 - Gabrielle, Britse zangeres
- 20 - Erica Yong, Nederlands zangeres (overleden 2021)
- 21 - Michael Arad, Israëlisch-Amerikaans architect
- 21 - Mike Stulce, Amerikaans kogelstoter
- 21 - Marcel Vermeer, Nederlands radiopresentator
- 21 - Isabell Werth, Duits amazone
- 22 - Carolijn Lilipaly, Nederlands televisiepresentatrice
- 23 - Marco Bode, Duits voetballer
- 23 - Stéphane Diagana, Frans atleet
- 23 - Raphael Warnock, Amerikaans Democratisch politicus
- 24 - Burkhard Balz, Duits politicus
- 24 - Jennifer Lopez, Amerikaanse zangeres, actrice, danseres en ontwerpster
- 25 - Mike Hezemans, Nederlands autocoureur
- 25 - Artur Partyka, Pools atleet
- 27 - Mike Crouwel, Nederlands honkballer en honkbalcoach
- 27 - Richard Elzinga, Nederlands voetballer
- 28 - Igor Benedejčič, Sloveens voetballer en voetbalcoach
- 29 - Kadèr Gürbüz, Vlaamse actrice
- 30 - Iñaki Aiarzagüena, Spaans wielrenner
- 30 - Andries Ulderink, Nederlands voetbaltrainer
- 31 - Antonio Conte, Italiaans voetballer en voetbalcoach
- 31 - Stephen Noteboom, Nederlands tennisser
- 31 - Jur Vrieling, Nederlands springruiter

### augustus

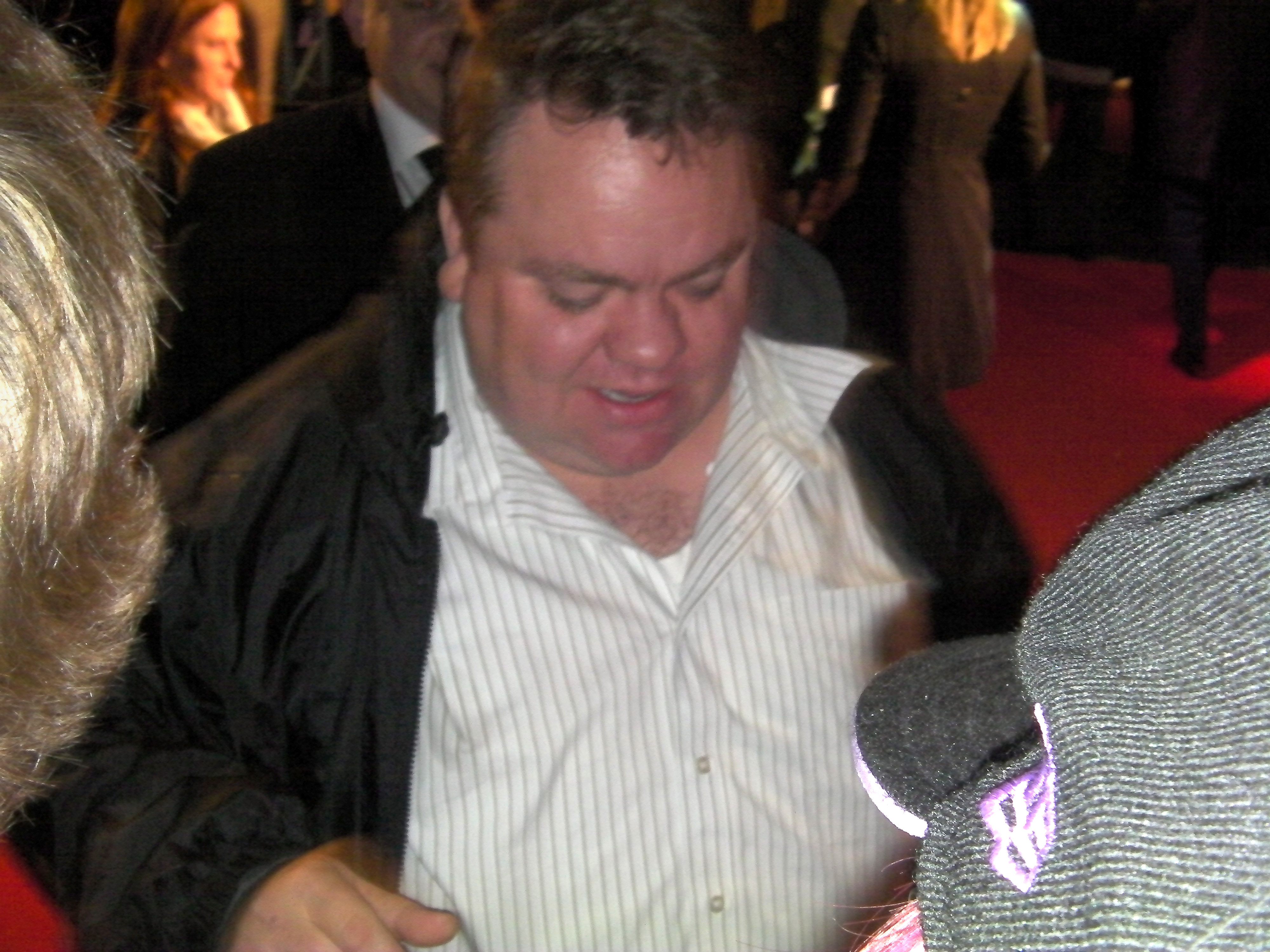
Preston Lacy
geboren op 14 augustus

- 1 - Ibrahim Okyay, Turks autocoureur
- 1 - Jan Zoutman, Nederlands voetbaltrainer
- 1-  Fons Jurgens, algemeen directeur attractiepark de Efteling (2014-heden)
- 2 - Fernando Couto, Portugees voetballer
- 2 - Richard Hallebeek, Nederlands jazz-/fusiongitarist
- 4 - Max Cavalera, Braziliaans gitarist
- 4 - Michiel Mol, Nederlands zakenman
- 4 - Jojo Moyes, Britse schrijfster
- 6 - Alejandro Maclean, Spaans piloot (overleden 2010)
- 6 - Godfrey Mwampembwa, Tanzaniaans cartoonist
- 6 - Medina Schuurman, Nederlands actrice en castingdirector
- 7 - Bianca van Dijk-Dercksen Nederlands triatlete en duatlete
- 7 - Paul Lambert, Schots voetballer en voetbalcoach
- 7 - Clement N'Goran, Ivoriaans tennisser
- 8 - Roger Nilsen, Noors voetballer
- 11 - Vanderlei de Lima, Braziliaans atleet
- 12 - Josef Glaser (82), Duits voetballer
- 12 - Tanita Tikaram, Brits popzangeres
- 13 - Midori Ito, Japans kunstschaatsster
- 14 - Lev Fridman, Russisch autocoureur
- 14 - Preston Lacy, Amerikaans stuntman en acteur
- 15 - Yoshiyuki Abe, Japans wielrenner
- 16 - Yvan Muller, Frans autocoureur
- 16 - Allan Preston, Schots voetballer en voetbalcoach
- 17 - Dot Allison, Schots zangeres
- 17 - Markus Gisdol, Duits voetbalcoach
- 17 - Toine Manders, Nederlands jurist
- 17 - Donnie Wahlberg, Amerikaans zanger en acteur
- 18 - Serge Baguet, Belgisch wielrenner (overleden 2017)
- 18 - Oltion Luli, Albanees atleet
- 18 - Edward Norton, Amerikaans acteur
- 18 - Christian Slater, Amerikaans acteur
- 19 - Peronne Boddaert, Nederlands predikante (overleden 2007)
- 19 - Viveka Davis, Amerikaans actrice
- 19 - Matthew Perry, Amerikaans acteur (onder andere Friends) (overleden 2023)
- 20 - Danilo Dončić, Servisch voetballer en voetbaltrainer (overleden 2024)
- 21 - Marlies Verhelst, Nederlands schrijfster
- 22 - Bruno Tobback, Belgisch politicus
- 22 - Marianne Zwagerman, Nederlands columniste en ondernemer
- 23 - Edwin Max, Nederlands darter
- 23 - Enrico Poitschke, Duits wielrenner
- 24 - Jans Koerts, Nederlands wielrenner
- 26 - Melissa McCarthy, Amerikaans actrice en comédienne
- 27 - Avril Haines, Amerikaans juriste en ambtenares; hoofd van de Nationale Inlichtingendiensten van de VS
- 27 - Bart Martens, Vlaams politicus en milieuactivist
- 27 - Nina Siegal, Amerikaans journalist en schrijver
- 28 - Jack Black, Amerikaans acteur
- 28 - Joakim Haeggman, Zweeds golfer
- 28 - Robert Englaro, Sloveens voetballer
- 28 - Jason Priestley, Amerikaans acteur
- 29 - Joe Swail, Noord-Iers snookerspeler
- 30 - Vladimir Jugović, Servisch voetballer
- 31 - Luis Cristaldo, Boliviaans voetballer
- 31 - Andrew Cunanan, Amerikaans seriemoordenaar (overleden 1997)

### september

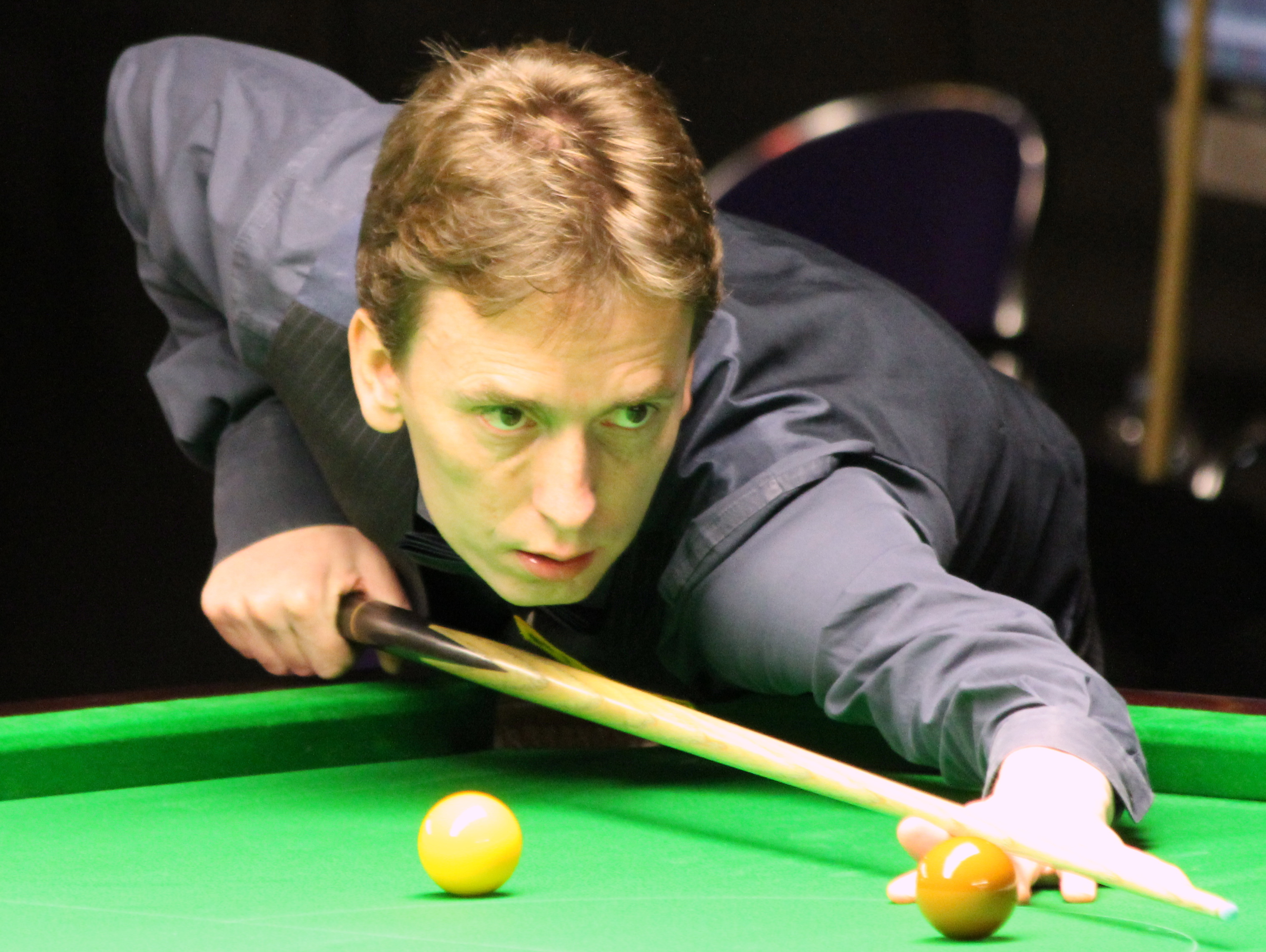
Ken Doherty
geboren op 17 september

- 1 - Henning Berg, Noors voetballer en voetbalcoach
- 1 - Onno Blom, Nederlands schrijver en recensent
- 2 - Robert Habeck, Duits politicus
- 2 - Hisayasu Nagata, Japans politicus (overleden 2009)
- 3 - Michael Steinbach, Duits roeier
- 4 - Ramon Dekkers, Nederlands kickbokser (overleden 2013)
- 4 - Džoni Novak, Sloveens voetballer
- 5 - Sebastian Edathy, Duits politicus
- 5 - Rúnar Kristinsson, IJslands voetballer en voetbalcoach
- 5 - Greet Meulemeester, Belgisch atlete
- 5 - Dweezil Zappa, Amerikaans acteur en zanger
- 6 - Benjamin Finegold, Amerikaans schaker
- 6 - Simon Harrison, Brits autocoureur
- 6 - Michellie Jones, Australisch triatlete
- 8 - Lars Bohinen, Noors voetballer en voetbalcoach
- 8 - Eusebio Di Francesco, Italiaans voetballer en voetbalcoach
- 8 - Gary Speed, Welsh voetballer en voetbalcoach (overleden 2011)
- 9 - Gert Aandewiel, Nederlands voetballer en voetbalcoach
- 12 - Mika Myllylä, Fins langlaufer (overleden 2011)
- 12 - Mehrdad Oskouei, Iraans filmmaker
- 13 - Daniel Fonseca, Uruguayaans voetballer
- 13 - Xiomara Griffith, Venezolaans judoka
- 13 - Ghislaine Pierie, Nederlands actrice, regisseuse en dramacoach (overleden 2023)
- 14 - Erkut Kızılırmak, Turks autocoureur
- 15 - Guy Fays, Belgisch atleet
- 15 - Dirk Heesen, Nederlands voetballer en voetbaltrainer
- 15 - Márcio Santos, Braziliaans voetballer
- 17 - Bismarck, Braziliaans voetballer
- 17 - Ken Doherty, Iers snookerspeler
- 17 - Dieter Jansen, Nederlands acteur en stemacteur
- 18 - Brad Beven, Australisch triatleet
- 18 - Nezha Bidouane, Marokkaans atlete
- 18 - Kerri Chandler, Amerikaanse danceproducer
- 18 - Stéphane Lannoy, Frans voetbalscheidsrechter
- 19 - Eppo Bruins, Nederlands natuurkundige en politicus (NSC)
- 19 - Candy Dulfer, Nederlands saxofoniste
- 19 - Alkinoos Ioannidis, Cypriotisch zanger
- 19 - Jóhann Jóhannsson, IJslands componist (overleden 2018)
- 19 - Christopher Kandie, Keniaans atleet
- 20 - Richard Witschge, Nederlands voetballer
- 22 - Junko Asari, Japans atlete
- 22 - Oleg Kozlitin, Kazachs wielrenner
- 24 - Miyoko Asahina, Japans atlete
- 25 - Hansie Cronjé, Zuid-Afrikaans cricketspeler (overleden 2002)
- 25 - Malin Persson Giolito, Zweeds auteur en advocaat
- 25 - Sara Symington, Engels wielrenster
- 25 - Catherine Zeta-Jones, Brits actrice
- 26 - Marit van Eupen, Nederlands roeister
- 26 - Michael Funke, Duits autocoureur
- 26 - Paul Warhurst, Engels voetballer
- 27 - Nixon Carcelén, Ecuadoraans voetballer
- 28 - Marcel Dost, Nederlands atleet
- 29 - Erika Eleniak, Amerikaans actrice
- 29 - Cho Youn-jeong, Zuid-Koreaans boogschutter
- 29 - Ivica Vastić, Oostenrijks voetballer
- 30 - Younous Omarjee, Frans politicus

### oktober

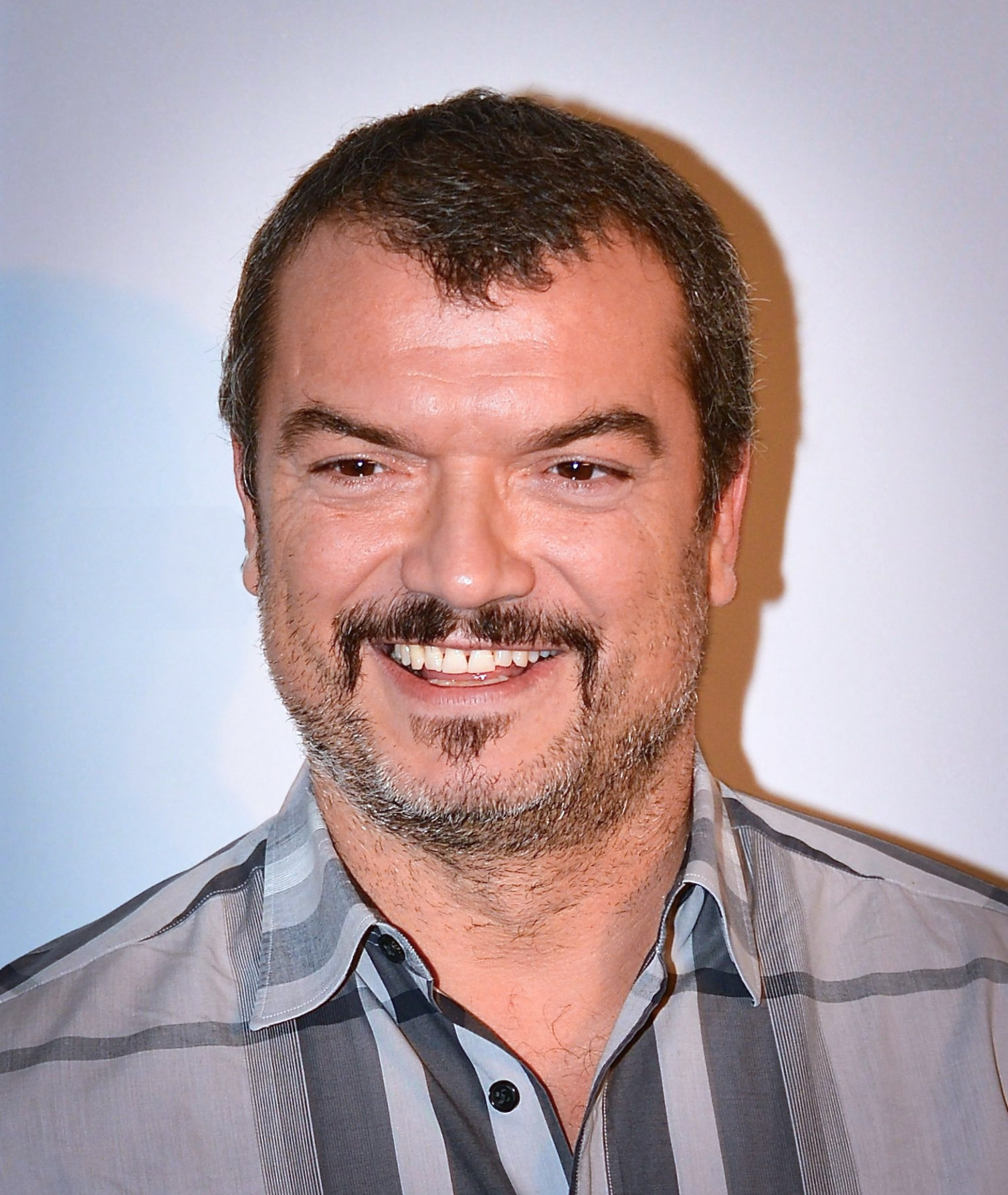
Dragomir Mrsic
geboren op 2 oktober

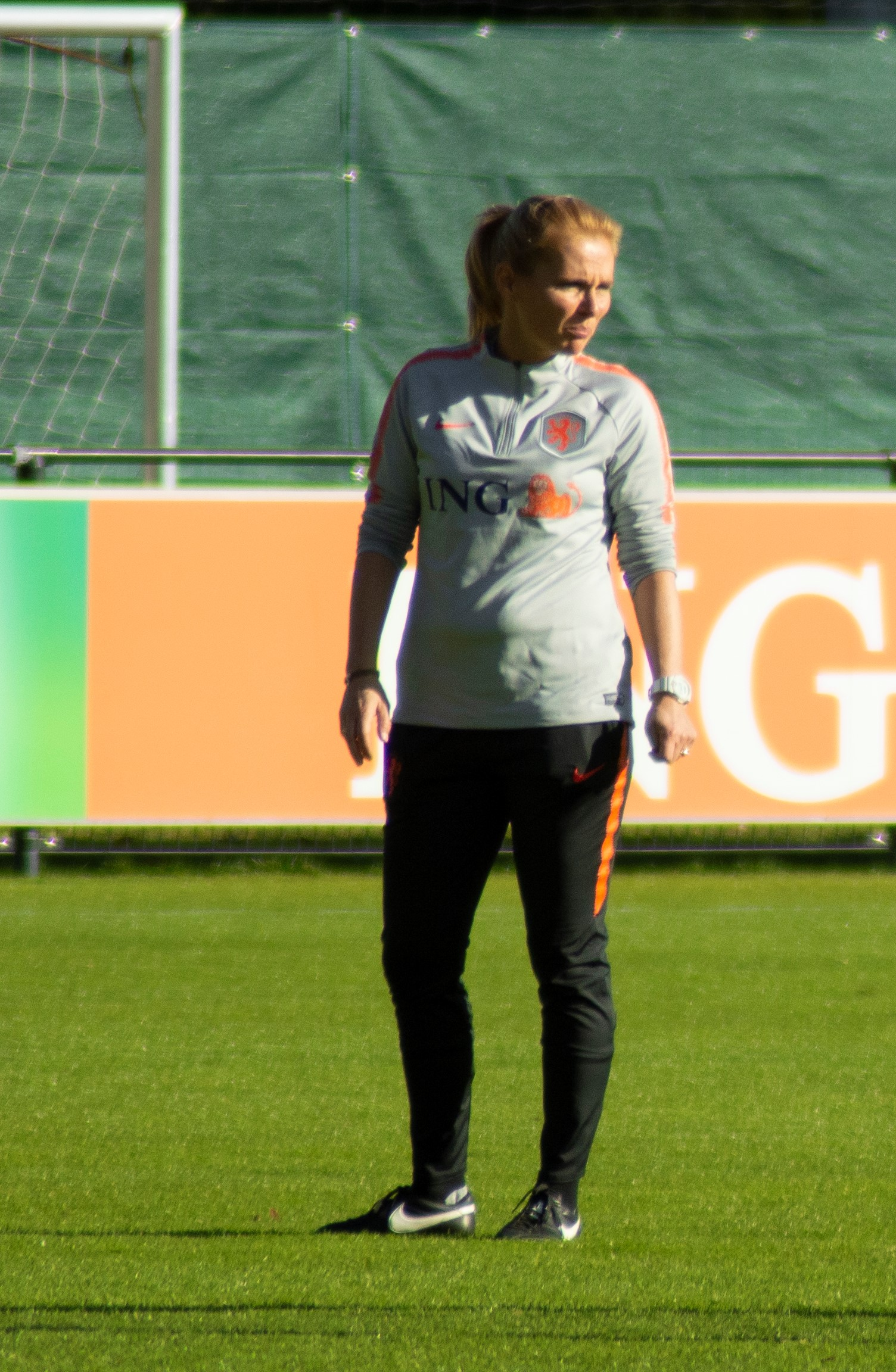
Sarina Wiegman
geboren op 26 oktober

- 1 - Charles Edwards, Engels acteur
- 2 - Dejan Govedarica, Servisch voetballer
- 2 - Dragomir Mrsic, Bosnisch-Zweedse acteur, crimineel en taekwondoka
- 3 - Garry Herbert, Brits stuurman bij het roeien
- 3 - Gwen Stefani, Amerikaans zangeres (onder andere No Doubt)
- 5 - Igor Oprea, Moldavisch voetballer
- 5 - Rob Rooken, Nederlands ondernemer en politicus
- 6 - Marc van der Linden, Nederlands journalist en royaltydeskundige
- 7 - Hester Maij, Nederlands politica
- 7 - Ard van der Steur, Nederlands politicus
- 7 - Peter Welleman, Nederlands illustrator
- 8 - Hilde Dosogne, Belgisch atlete
- 9 - Dariusz Gęsior, Pools voetballer
- 9 - PJ Harvey, Brits zangeres
- 10 - Cédric Daury, Frans voetballer en voetbaltrainer (overleden 2024)
- 11 - Prins Constantijn, derde zoon van Koningin Beatrix en Prins Claus
- 12 - Dominique Weesie, Nederlands journalist
- 14 - Vikter Duplaix, Amerikaans zanger en producer
- 15 - Dominic West, Brits acteur
- 16 - Danny Hesp, Nederlands voetballer
- 17 - Jesús Ángel García, Spaans snelwandelaar
- 17 - Wyclef Jean, Haïtiaans rapper en producer
- 18 - Olegário Benquerença, Portugees voetbalscheidsrechter
- 18 - Nelson Vivas, Argentijns voetballer
- 19 - Trey Parker, Amerikaans scriptschrijver, regisseur, producent, acteur en componist
- 19 - Erwin Sánchez, Boliviaans voetballer en voetbalcoach
- 20 - Guillermo Pérez Roldán, Argentijns tennisser
- 20 - Kim Suominen, Fins voetballer (overleden 2021)
- 21 - Lucio Cecchinello, Italiaans motorcoureur
- 22 - Helmut Lotti, Belgisch zanger
- 25 - Slavko Cicak, Zweeds schaker
- 25 - Oleg Salenko, Russisch voetballer
- 26 - Sarina Wiegman, Nederlands voetbalster en voetbaltrainster
- 27 - Liu Wei, Chinees tafeltennisster
- 28 - Desray, Nederlands zangeres (onder andere 2 Brothers on the 4th Floor)
- 28 - Steven Chamuleau, Nederlands cardioloog
- 29 - Ramon Baron, Nederlands radio-dj
- 30 - Stanislav Gross, Tsjechisch politicus (overleden 2015)
- 30 - Ronald van Raak, Nederlands politicus
- 30 - Robert Roest, Nederlands voetballer

### november

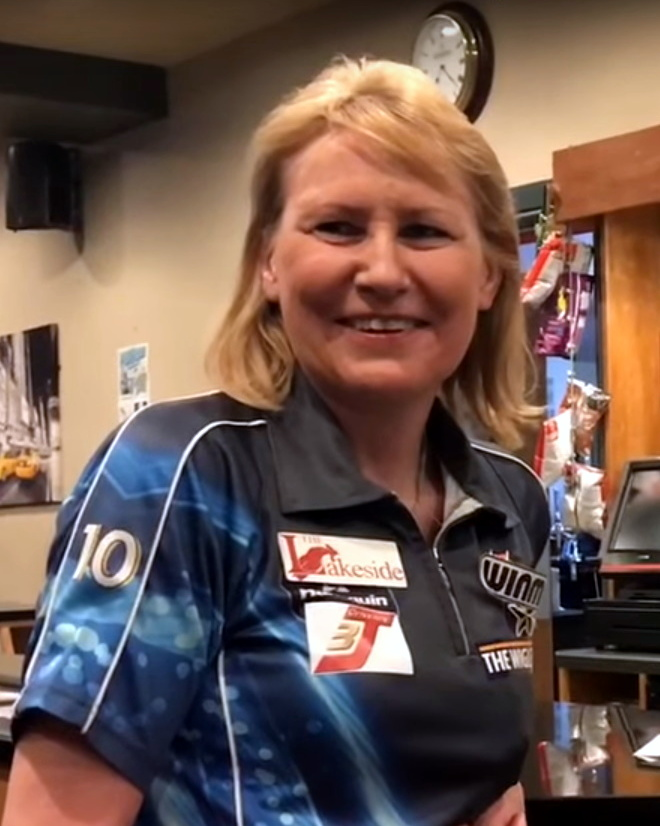
Trina Gulliver
geboren op 30 november

- 1 - Micheil Dzjisjkariani, Georgisch voetballer
- 1 - Darije Kalezić, Bosnisch voetballer en voetbaltrainer
- 1 - Óscar Ruiz, Colombiaans voetbalscheidsrechter
- 2 - Jenny Gal, Nederlands/Italiaans judoka
- 3 - Robert Miles, Zwitsers dj en componist (overleden 2017)
- 3 - Petteri Orpo, Fins politicus; premier sinds 2023
- 3 - Niels van Steenis, Nederlands roeier
- 4 - Kathrin Boron, Duits roeister
- 4 - Sean "Diddy" Combs, Amerikaans rapper
- 4 - Matthew McConaughey, Amerikaans acteur
- 5 - Hayke Veldman, Nederlands politicus
- 6 - Javier Bosma, Spaans beachvolleyballer
- 6 - Colson Whitehead, Amerikaans schrijver
- 8 - Beryl van Praag, Nederlands televisiepresentatrice
- 8 - Martin van Steen, Nederlands wielrenner
- 10 - Faustino Asprilla, Colombiaans voetballer
- 10 - Jens Lehmann, Duits voetbaldoelman
- 10 - Ellen Pompeo, Amerikaans actrice
- 11 - Nilgün Yerli, Turks-Nederlands schrijfster, actrice en cabaretière
- 13 - Eduardo Berizzo, Argentijns voetballer en voetbaltrainer
- 13 - Gerard Butler, Schots acteur
- 13 - Ayaan Hirsi Ali, Somalisch-Nederlands politica
- 15 - Natalia Valeeva, Moldavisch-Italiaans boogschutter
- 17 - Jean-Michel Saive, Belgisch tafeltennisser
- 19 - Bernard Goovaerts, Nederlands pianist
- 19 - Richard Virenque, Frans wielrenner
- 20 - Tanja Klein, Oostenrijks wielrenster
- 20 - Wolfgang Stark, Duits voetbalscheidsrechter
- 21 - Jorge Elgueta, Argentijns volleyballer
- 22 - Katrin Krabbe, Duits atlete
- 23 - Olivier Beretta, Monegaskisch autocoureur
- 24 - Jacinto Espinoza, Ecuadoraans voetbaldoelman
- 24 - Cal MacAninch, Schots acteur
- 25 - Lucien Foort, Nederlands dj
- 25 - Roland van Vliet, Nederlands politicus
- 26 - Krunoslav Jurčić, Bosnisch-Kroatisch voetballer en voetbaltrainer
- 27 - Hernán Gaviria, Colombiaans voetballer (overleden 2002)
- 28 - Colman Domingo, Amerikaans acteur en regisseur
- 28 - Sonia O'Sullivan, Iers atlete
- 29 - Pierre van Hooijdonk, Nederlands voetballer
- 29 - Ben Iroha, Nigeriaans voetballer
- 29 - Kasey Keller, Amerikaans voetballer
- 30 - Marc Goossens, Belgisch autocoureur
- 30 - Trina Gulliver, Engels dartster
- 30 - Martin Hvastija, Sloveens wielrenner
- 30 - Catherina McKiernan, Iers atlete

### december

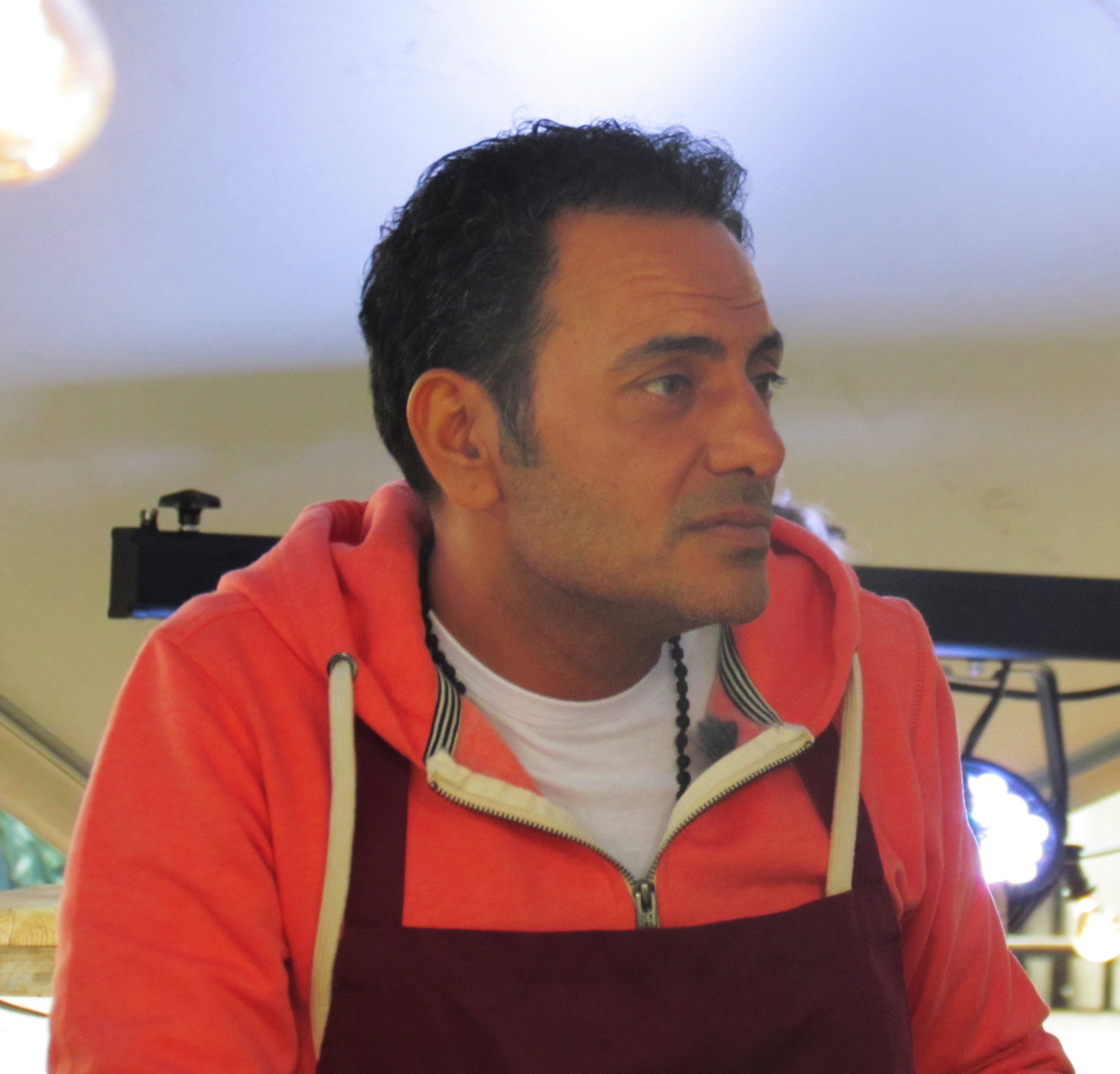
Kefah Allush
geboren op 1 december

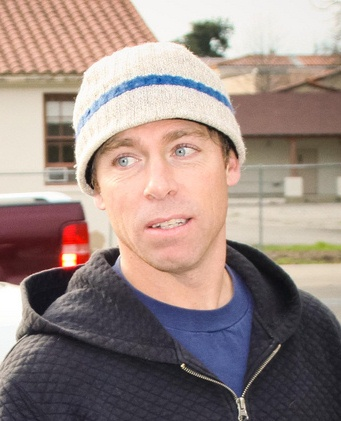
Dave England
geboren op 30 december

- 1 - Kefah Allush, Palestijns-Nederlands presentator en mediaproducent
- 1 - Alana Dante, Vlaams zangeres
- 1 - Laith Nakli, Engels acteur
- 1 - Natasza Tardio, Nederlands schrijfster
- 2 - Fay Claassen, Nederlands (jazz)zangeres
- 2 - Eduardo Hurtado, Ecuadoraans voetballer
- 3 - Thomas Forstner, Oostenrijks zanger
- 4 - Jay-Z, Amerikaans rapper, labelbaas en producent
- 5 - Jean Elias, Braziliaans voetballer
- 6 - Christophe Agnolutto, Frans wielrenner
- 6 - Torri Higginson, Canadees actrice
- 6 - Kerstin Kielgaß, Duits zwemster
- 8 - Ahmed Laaouej, Belgisch politicus
- 9 - Tommi Grönlund, Fins voetballer
- 9 - Christophe Impens, Belgisch atleet
- 9 - Bixente Lizarazu, Frans voetballer
- 10 - Rune Høydahl, Noors wielrenner en mountainbiker
- 10 - Richard Rodriguez - Arubaans atleet
- 10 - Andrew Murphy, Australisch atleet
- 11 - Viswanathan Anand, Indiaas schaker
- 11 - Stig Inge Bjørnebye, Noors voetballer en voetbaltrainer
- 11 - Valentina Lisitsa, Oekraïens pianiste
- 12 - Joseph Victor Ejercito, Filipijns senator
- 12 - Tuur Elzinga, Nederlands vakbondsbestuurder en politicus
- 12 - Sophie Kinsella, Brits schrijfster
- 12 - Fiona May, Brits/Italiaans atlete
- 13 - Tony Curran, Schots acteur
- 13 - Petri Helin, Fins voetballer
- 13 - Moerat Nasyrov, Russisch zanger (overleden 2007)
- 13 - Theo Migchelsen, Nederlands voetballer
- 13 - Jacky Peeters, Belgisch voetballer
- 14 - Anne Mulder, Nederlands politicus
- 15 - Chantal Petitclerc, Canadees rolstoelracer en senator
- 16 - Def P, Nederlands rapper
- 16 - Kristel Werckx, Belgisch wielrenner
- 17 - Chris Mason, Engels darter
- 18 - Santiago Cañizares, Spaans voetballer
- 19 - Lucilla Andreucci, Italiaans atlete
- 19 - Richard Hammond, Brits televisiepresentator
- 19 - Sittah Koene, Nederlands illusioniste
- 19 - Carlos Retegui, Argentijns hockeyer en hockeycoach
- 19 - Kristy Swanson, Amerikaans actrice
- 20 - Alain de Botton, Zwitsers filosoof
- 20 - Nicuşor Dan, Roemeens politicus (in 2025 gekozen als president)
- 20 - Claus Eftevaag, Noors voetballer
- 22 - Dagmar Hase, Duits zwemster en olympisch kampioene (1992)
- 22 - Scott McGrory, Australisch wielrenner
- 22 - Massimiliano Pedalà, Italiaans autocoureur
- 23 - Günter Perl, Duits voetbalscheidsrechter
- 23 - Pascal Picotte, Canadees motorcoureur
- 24 - Pernille Fischer Christensen, Deens filmregisseur en scenarioschrijfster
- 24 - Ed Miliband, Brits politicus
- 24 - Luis Musrri, Chileens voetballer en voetbalcoach
- 24 - Josien ten Thije, Nederlands paralympisch sportster
- 24 - Chen Yueling, Chinees/Amerikaans atlete
- 25 - Prins Bernhard van Oranje-Nassau, Van Vollenhoven
- 26 - Sven Kockelmann, Nederlands journalist en tv-presentator
- 26 - Thomas Linke, Duits voetballer
- 28 - Linus Torvalds, Fins programmeur van Linux en een van de kopstukken van de vrije-softwarebeweging
- 29 - Jurgen van den Goorbergh, Nederlands motorcoureur
- 30 - Dave England, Amerikaans stuntman (bekend van o.a. Jackass)
- 30 - Kersti Kaljulaid, Estisch ambtenaar en lid van de Europese Rekenkamer
- 31 - Heidi Van De Vijver, Belgisch wielrenster

### datum onbekend
- Karin Bakker, Belgisch atlete
- Caroline van den Elsen, Nederlands politica en burgemeester
- Viktor Horsting, Nederlands modeontwerper
- Mark Koster, Nederlands journalist
- Edgar Langeveldt, Zimbabwaans stand-upcomedian, singer-songwriter en acteur
- Touria Meliani, Nederlands politica en bestuurder
- Hans Op de Beeck, Belgisch beeldend kunstenaar
- Bob Roes, Belgisch schilder
- Rolf Snoeren, Nederlands modeontwerper
- Kathryn Stockett, Amerikaans schrijfster
- Stephan Vanfleteren, Belgisch fotograaf
- Marianne Zwagerman, Nederlands schrijfster en media-ondernemer
- Stacey Pullen, Amerikaanse dj/producer
- Lara Schnitger, Nederlands-Amerikaans beeldend kunstenaar

## Weerextremen in België
- 31 januari: Tijdens januari valt er, zoals in 1932, geen sneeuw in Ukkel.
- 16 februari: Sneeuwstorm over de Kempen, Haspengouw, de Condroz en een deel van de Ardennen. Sneeuwdikten tot 36 in Brustem (Sint-Truiden), 72 cm in Spa-Malchamps en 95 cm in Neu-Hattlich (Eupen).
- februari: Deze maand zijn er in Ukkel zestien neerslagdagen met ook sneeuw. Dit is één dag minder dan het record van februari 1942.
- 24 juni: Onweders over geheel het land. Neerslaghoeveelheden tot 58 mm in Langerbrugge, nabij Gent.
- 1 augustus: 82 mm neerslag in Lanaken.
- 20 augustus: 88 mm neerslag in Amel.

Bron: KMI Gegevens Ukkel 1901-2003  met aanvullingen 